# Зеркало

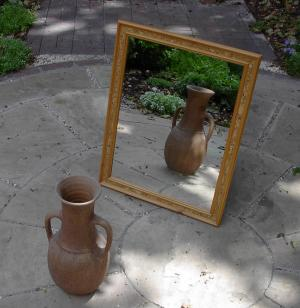
Ваза, отражённая в зеркале

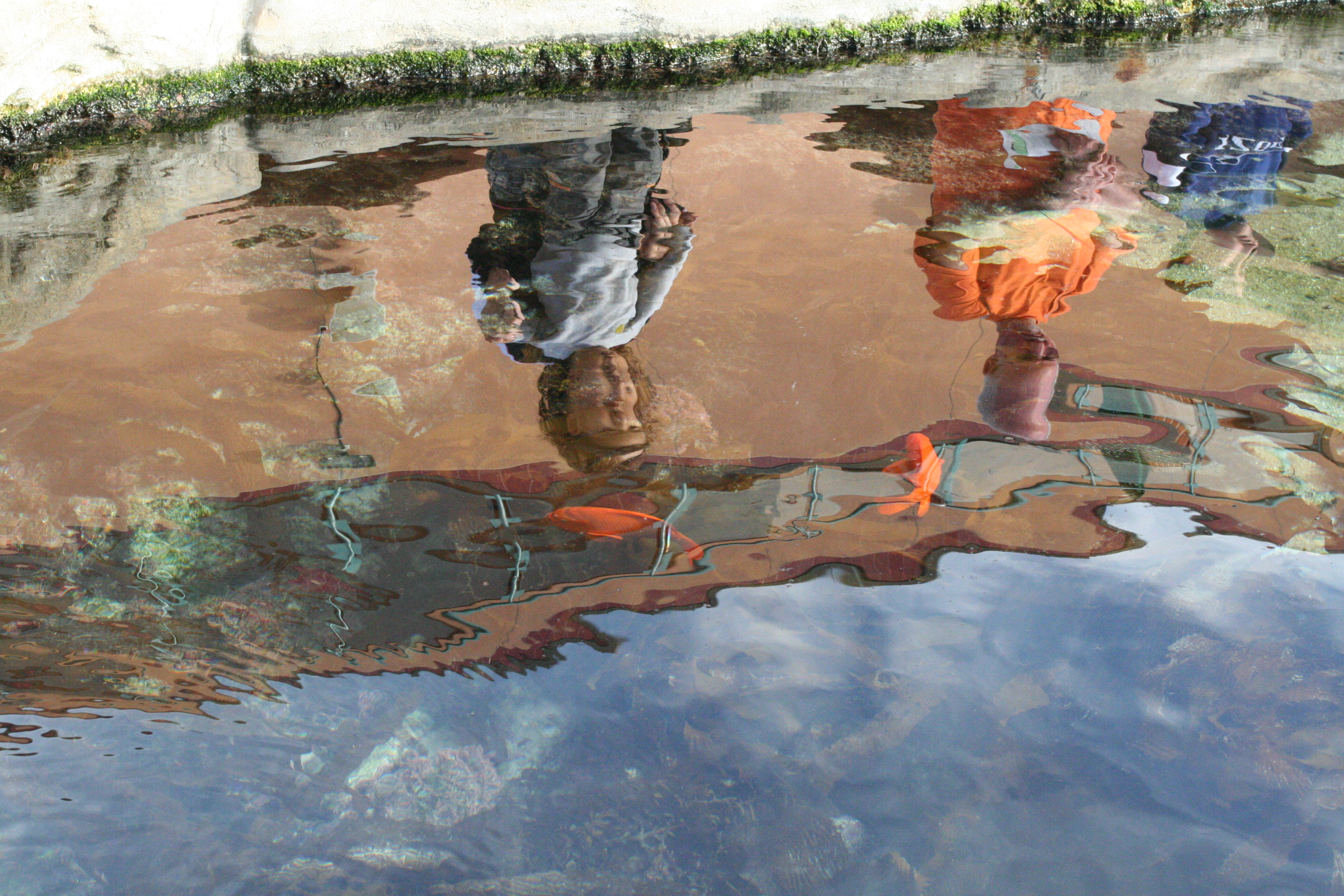
Пруд с рыбками действует как зеркало, отражающее взгляды людей

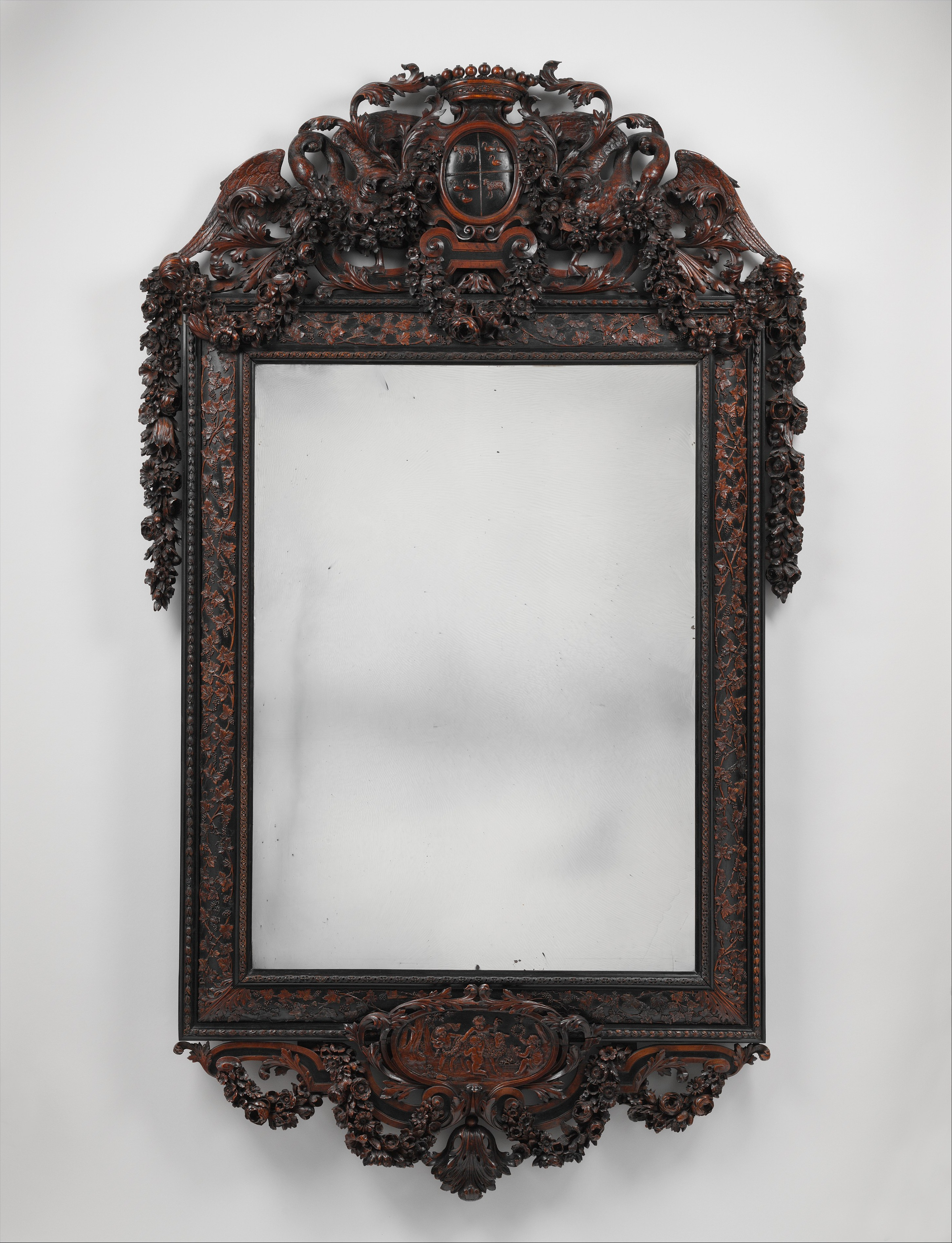
Зеркало, 1685—1700 гг., дуб, облицованный чёрным деревом, 167,6 x 99,1 см, Метрополитен-музей (Нью-Йорк)

Зе́ркало — материал с гладкой поверхностью, обладающий отражающими свойствами и предназначенный для отражения света (или другого излучения). В качестве зеркала могут выступать такие материалы как стекло, пластик, металл и др. Самый распространённый вид зеркала — плоское зеркало.

## История

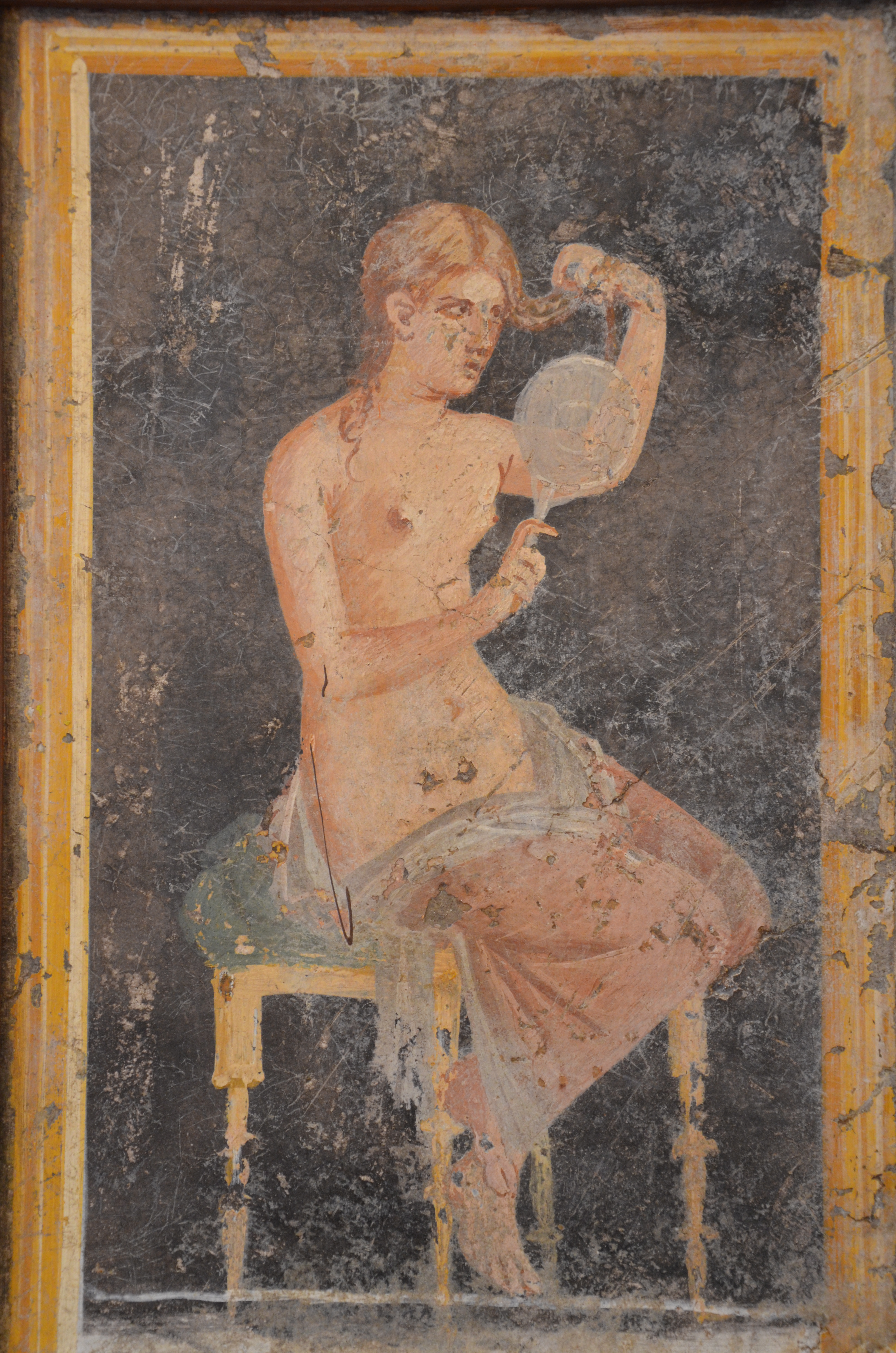
Римская фреска женщины, укладывающей волосы с помощью зеркала, из Стабии, Италия, I век н. э.

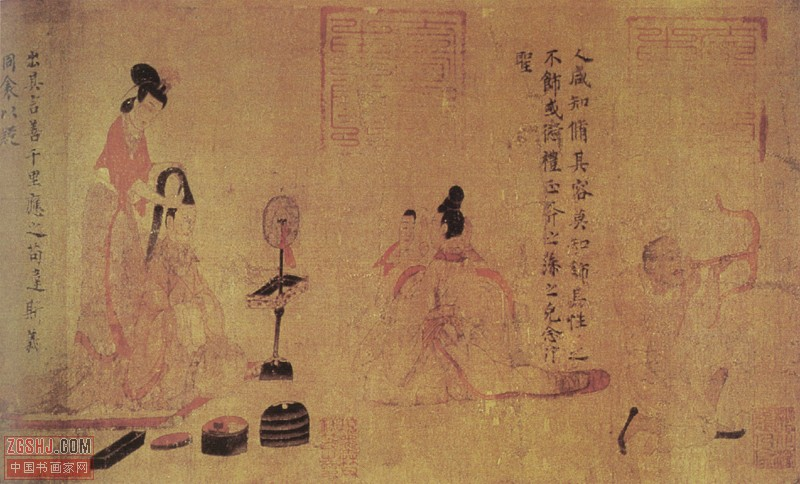
«Украшая себя», фрагмент из «Предписаний наставницы дамам дворца», копия оригинала династии Тан, написанная китайским художником Гу Кайчжи, ок. 344—405 гг. н. э.

До изобретения зеркал люди видели своё отражение в водоёмах, но это было неудобно, поэтому они искали способ видеть своё отражение с помощью какого-либо переносного предмета.
Археологи обнаружили первые небольшие зеркала из олова, золота и платины, относящиеся к эпохе Бронзы.
Современную историю зеркал отсчитывают с 1240 года, когда в Европе научились выдувать сосуды из стекла. Изобретение настоящего стеклянного зеркала следует отнести к 1279 году, когда итальянский монах-францисканец Джон Пекам описал способ покрывать стекло тонким слоем олова.
Производство зеркала выглядело так. В сосуд через трубку мастер вливал расплавленное олово, которое растекалось ровным слоем по поверхности стекла, а когда шар остывал, его разбивали на куски. Первое зеркало было несовершенным: вогнутые осколки слегка искажали изображение, но оно стало ярким и чистым.
В XIII веке в Голландии освоили кустарную технологию производства зеркал. За ней последовали Фландрия и немецкий город мастеров Нюрнберг, где в 1373 году возник первый зеркальный цех.
В 1407 году венецианские братья Данзало дель Галло выкупили у фламандцев патент, и Венеция целых полтора века удерживала монополию на производство отличных венецианских зеркал, которые следовало бы именовать фламандскими. И хотя Венеция была не единственным местом производства зеркал в то время, но именно венецианские зеркала отличало высочайшее качество. Венецианские мастера добавляли в отражающие составы золото и бронзу. Стоимость одного венецианского зеркала равнялась стоимости небольшого морского судна, и для их покупки французские аристократы иногда были вынуждены продавать целые имения. Например, цифры, дошедшие до наших дней, говорят, что не такое уж большое зеркало размером 100х65 см стоило больше 8000 ливров, а картина Рафаэля того же размера — около 3000 ливров. Зеркала были чрезвычайно дороги. Покупать и коллекционировать их могли лишь очень богатые аристократы и королевские особы.
В начале XVI века братья Андреа Доменико с острова Мурано разрезали вдоль ещё горячий цилиндр из стекла и половинки его раскатали на медной столешнице. Получилось листовое зеркальное полотно, отличавшееся блеском, хрустальной прозрачностью и чистотой. Такое зеркало, в отличие от осколков шара, ничего не искажало. Так произошло главное событие в истории производства зеркал.
В конце XVI века, поддавшись моде, французская королева Мария Медичи заказала в Венеции 119 зеркал для своего зеркального кабинета, заплатив за заказ огромную сумму. Венецианские зеркальщики в ответ на королевский жест проявили также необыкновенную щедрость — подарили французской королеве Марии Медичи зеркало. Оно является самым дорогим в мире, и сейчас хранится в Лувре. Зеркало украшено агатами и ониксами, а рама инкрустирована драгоценными камнями.
Французские аристократы во время роскошных приёмов в своих замках и дворцах, демонстрируя гостям своё благосостояние, с гордостью показывали зеркала в богатых, отделанных драгоценными камнями оправах, более того, знать, а также их жены и любовницы обожали украшать маленькими зеркалами свои парадные наряды. Однажды французская королева Анна Австрийская, мать Людовика XIV, появилась на балу в платье, усыпанном кусочками зеркал. Это зеркальное платье стоило государственной казне огромных денег, и министр финансов — месье Кольбер — решил, что необходимо что-то срочно делать, иначе страна разорится. Кольбер отправил на Мурано своих доверенных лиц, которые смогли подкупить четырёх мурановских мастеров и под покровом ночи вывезли их на маленькой лодочке во Францию. Французы, поселив беглецов в прекрасной усадьбе, вывезли с Мурано и их семьи. Венеция не могла смириться с побегом своих подданных, поэтому мастерам послали два строгих предупреждения, но те на них не среагировали, понадеявшись на защиту Французской короны. Некоторое время итальянцы работали, наслаждаясь вольной жизнью и высокими заработками. Но потом от отравления умер лучший и самый опытный из них, через две недели — второй. Оставшиеся в живых, осознав, что им грозит, в ужасе стали проситься обратно, домой. Их не удерживали — сообразительные французы уже успели освоить все секреты изготовления зеркал, и в Тур де Виле в 1665 году открылась первая во Франции зеркальная мануфактура.
Французы оказались способными учениками, и вскоре даже превзошли своих учителей. Зеркальное стекло стали получать не выдуванием, как это делали на Мурано, а литьём. Технология заключается в следующем: расплавленное стекло прямо из плавильного горшка выливают на ровную поверхность и раскатывают вальцом. Автором этого способа называют Луку Де-Негу.
После открытия французской зеркальной мануфактуры цены на зеркала стали резко снижаться. Этому способствовали также немецкие и богемские стекольные заводы, производившие зеркала по более низкой цене. Зеркала стали появляться на стенах частных домов, в картинных рамах. В XVIII веке уже две трети парижан обзавелись ими. Кроме того, дамы стали носить на поясе маленькие зеркальца, прикрепленные цепочками.
Революцию в производство зеркал принёс немецкий химик, Юстус фон Либих, начав применять серебро в 1835 году для серебрения зеркал и получая более ясное изображение. Эта технология, практически без изменений до сих пор используется в производстве зеркал.

## Физика хода лучей

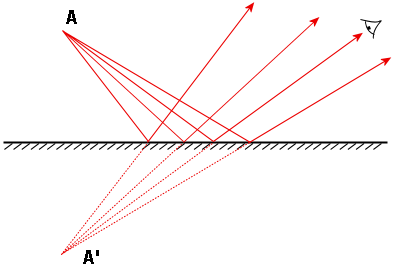
Изображение A' точечного источника света A в плоском зеркале.

Принцип хода лучей, отражённых от зеркала, прост, если применять законы геометрической оптики, не учитывая волновую природу света. Пусть луч света падает на идеальную плоскую зеркальную поверхность, полностью отражающую весь падающий на него свет, под некоторым углом к нормали (перпендикуляру), проведённой к поверхности в точке падения луча на зеркало. Тогда отражённый луч будет лежать в плоскости, образованной падающим лучом и нормалью к поверхности, а угол, образованный отражённым лучом и нормалью, будет равен углу падения. Луч, падающий на зеркало под прямым углом к плоскости зеркала, отразится сам в себя.
Для простейшего — плоского — зеркала изображение будет расположено за зеркалом симметрично предмету относительно плоскости зеркала, оно будет мнимым, прямым и такого же размера, как сам предмет. Это нетрудно установить, пользуясь законом отражения света. Плоское зеркало также можно рассматривать как предельный случай сферического зеркала (неважно, выпуклого, или вогнутого), при радиусе, стремящемся к бесконечности, тогда его свойства получаются из формулы сферического зеркала и формулы увеличения сферического зеркала.

## Материалы и технология изготовления зеркал

Зеркало из полированного металла, походное

Первые зеркала относятся к бронзовому веку. Они изготавливались из листового серебра, меди или бронзы. Позднее стали делать зеркала из стекла, на заднюю поверхность которых наносили тонкий слой олова, золота или позднее серебра и твёрдых сплавов ртути.
Вогнутые зеркала появились в 1240 году. Выдували стеклянные шары, в которые вливали расплавленное олово, оно растекалось ровным слоем по внутренней поверхности. Затем шар разбивали на куски.
В начале XVI века зеркальщики научились делать плоские зеркала. Горячий цилиндр из стекла разрезался вдоль, и эти половинки раскатывали на медной столешнице, получая листы зеркала. Тогда же стали применять амальгамы (жидкие или твердые сплавы ртути с другими металлами) для нанесения отражающего слоя на стекло.
Позднее французы стали получать зеркальные стекла не выдуванием, а литьём. Расплавленное стекло выливали на ровную поверхность и раскатывали вальцом.
В некоторых оптических приборах используются зеркала, работающие за счёт эффекта полного отражения на границе сред с различными показателями преломления.

## Применение

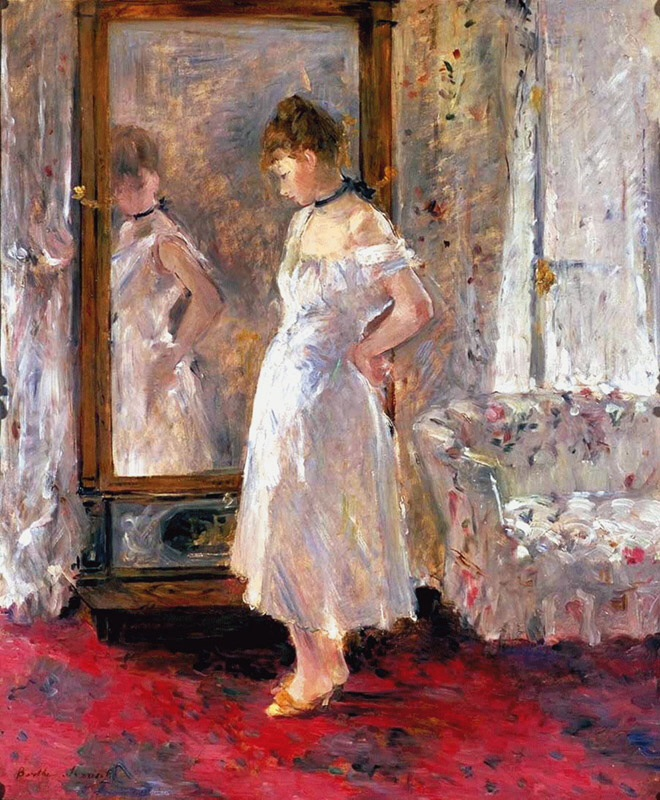
Берта Моризо. Псише. Музей Тиссена-Борнемисы. 1876

### Применение в быту
Первые зеркала были созданы для того, чтобы следить за собственной внешностью.
В настоящее время зеркала, особенно большие, широко используются в дизайне интерьеров для создания иллюзии пространства и большого объёма в небольших помещениях. Такая традиция возникла ещё в Средние века, как только во Франции появилась техническая возможность создания больших зеркал, более дешёвых, чем венецианские.
Также в настоящее время разработаны телевизоры, лицевая поверхность которых в выключенном состоянии представляет собой полнофункциональное зеркало. Такие устройства выполняют сразу две функции: зеркала для украшения интерьера и телевизора для просмотра видеоконтента. Телевизор-зеркало может быть оформлен в багетную раму и расположен в спальне или гостиной, а также ванной комнате, если его корпус защищён от влаги.

### Зеркала в качестве рефлекторов

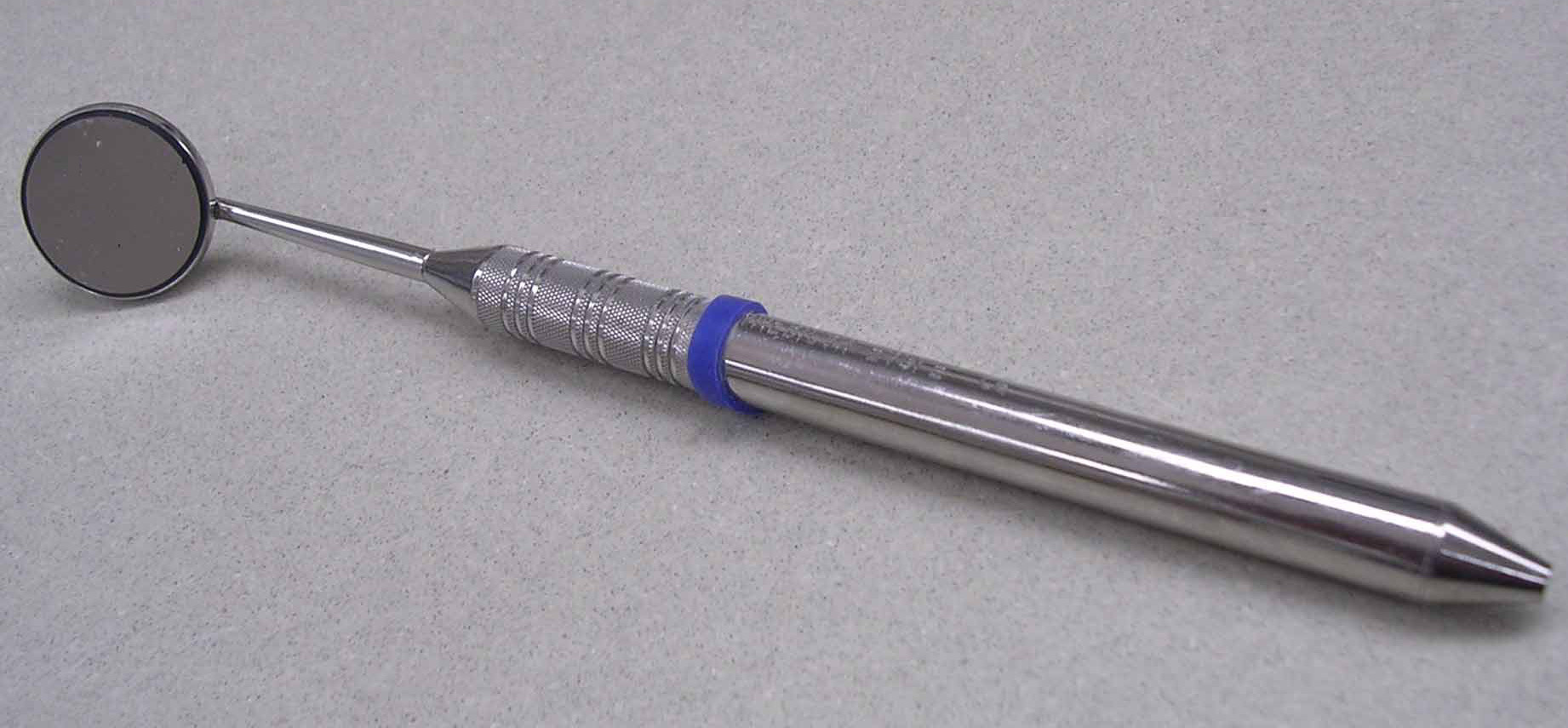
Стоматологическое зеркало

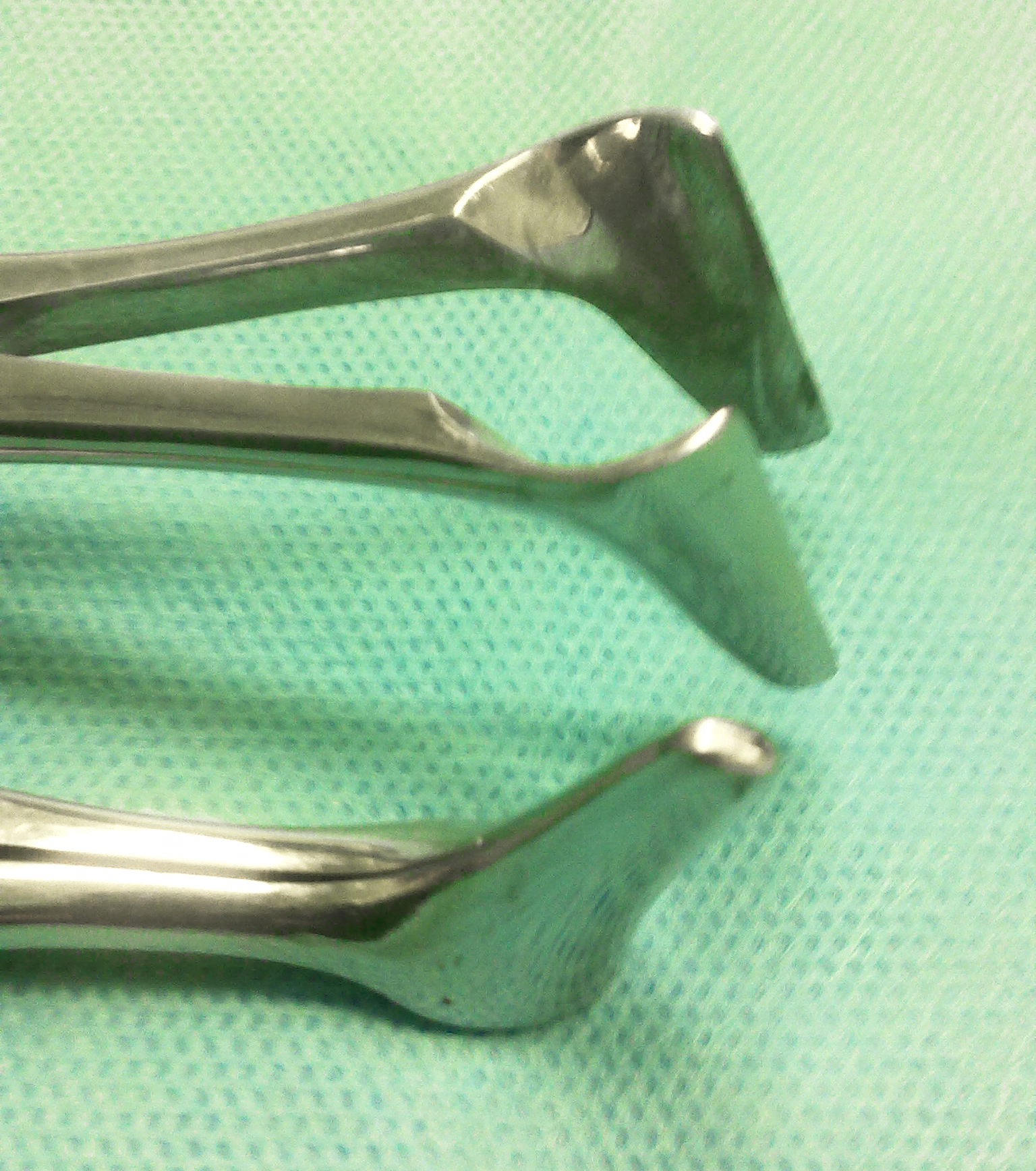
Носовое зеркало

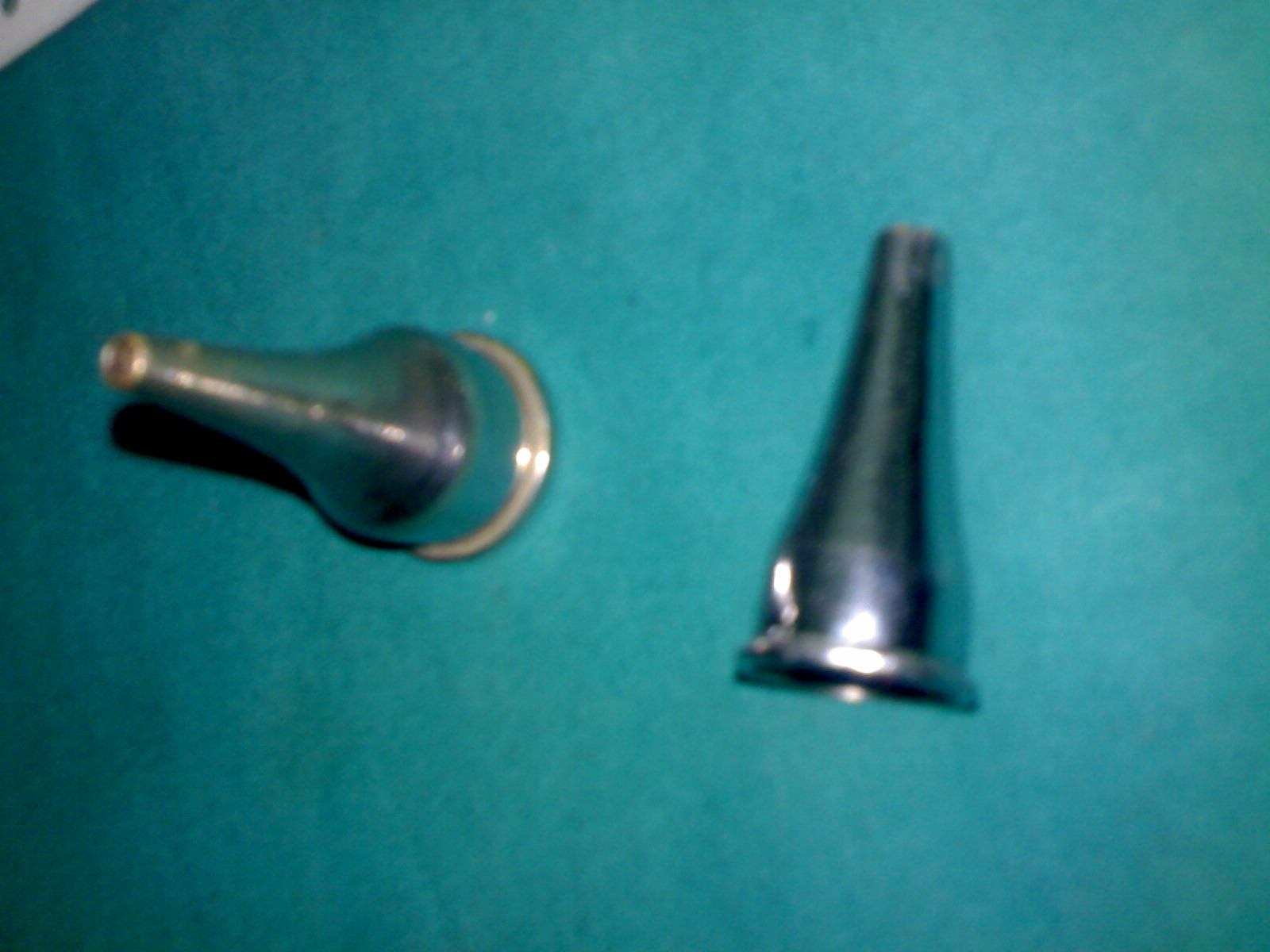
Ушное зеркало

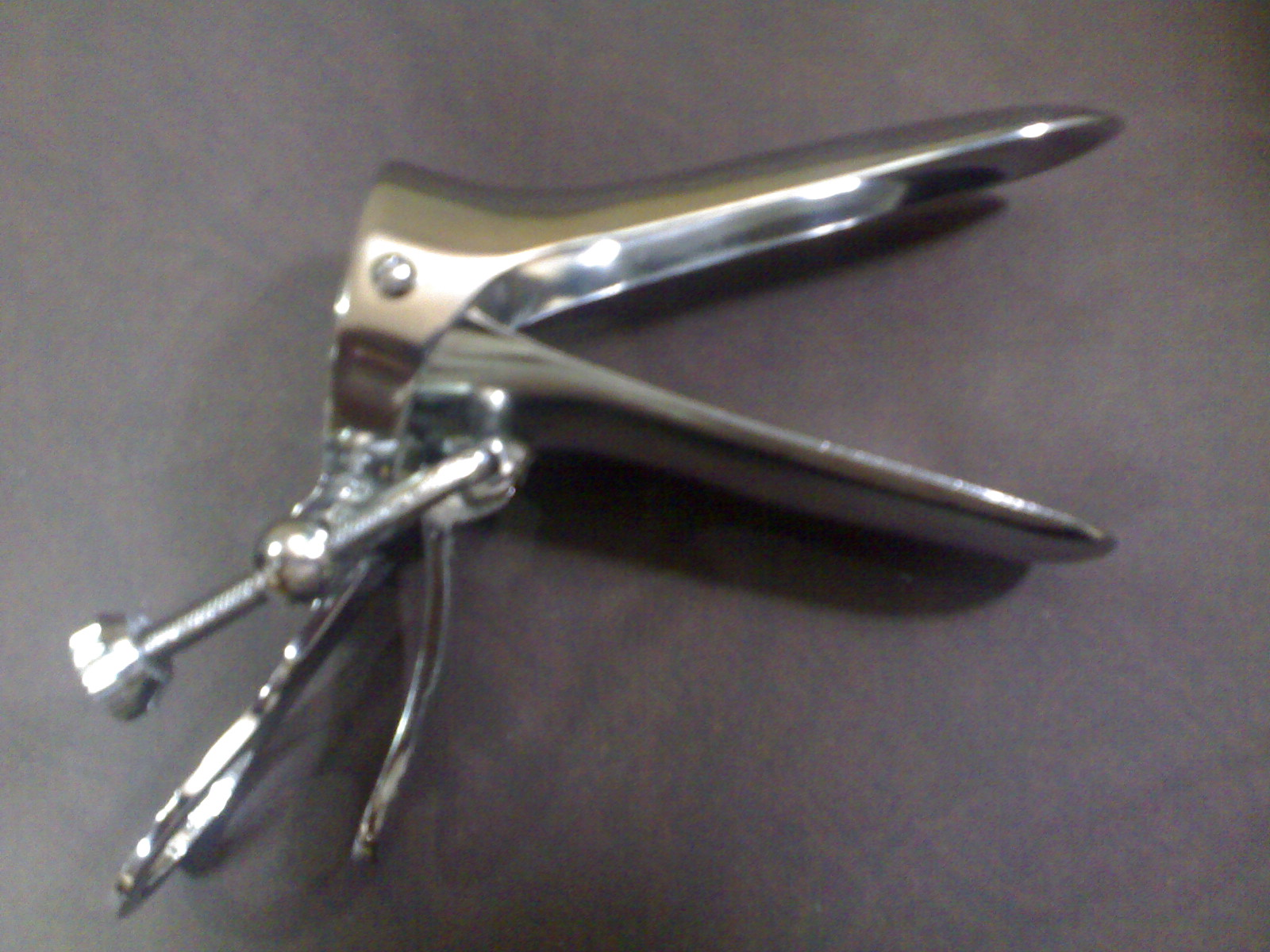
Влагалищное зеркало Куско

Значительная часть источников света требует применения зеркал для формирования оптимального светового потока. Наиболее часто используются параболические зеркала, позволяющие создать пучок параллельных лучей (фары, прожекторы, коллиматоры).

### Применение в научных приборах

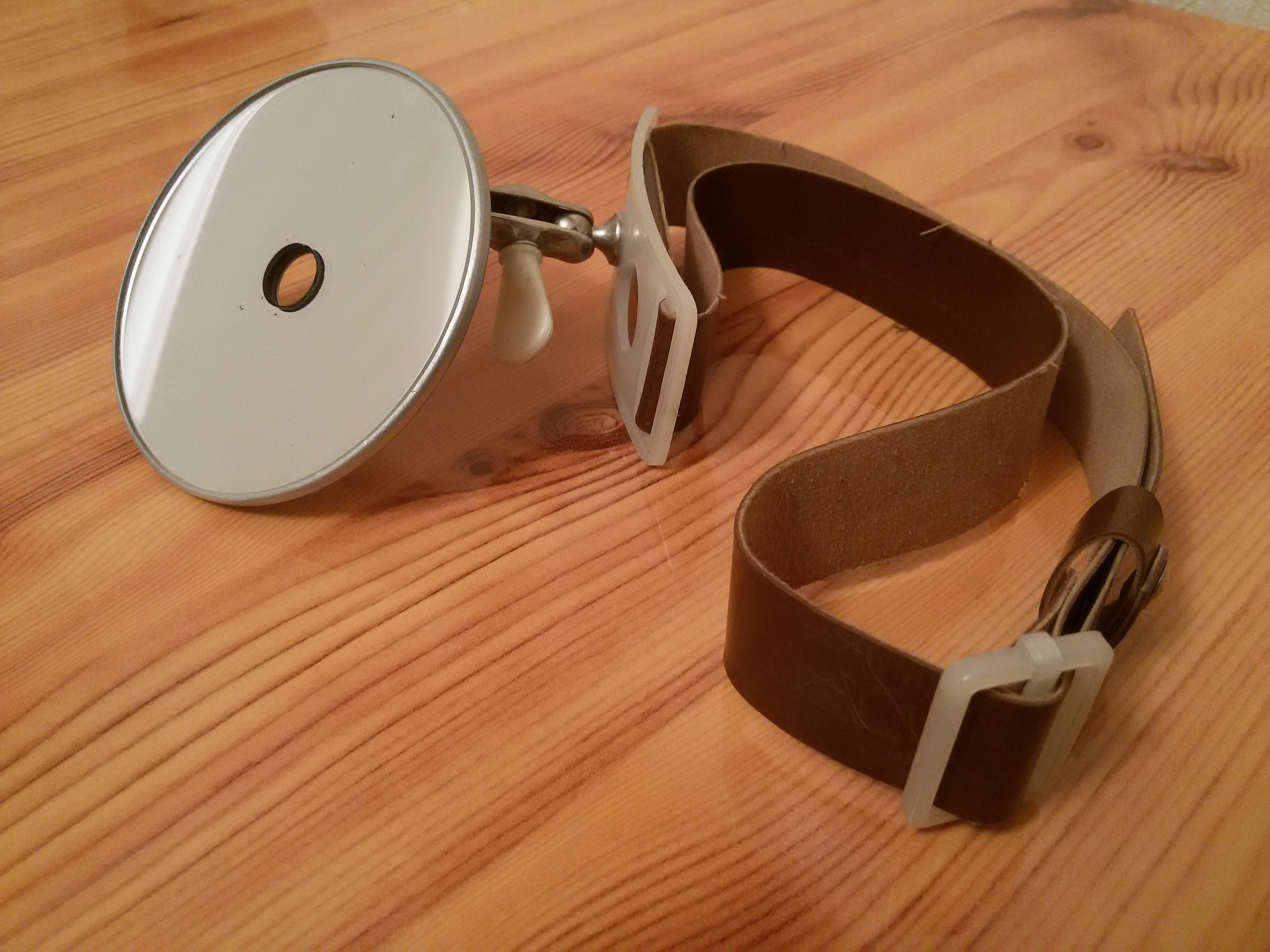
Медицинский налобный рефлектор

Как оптический инструмент используются плоские, вогнутые и выпуклые сферические, параболические, гиперболические и эллиптические зеркала.
Зеркала широко используются в оптических приборах — спектрофотометрах, спектрометрах в других оптических приборах:
- телескопы
- лазеры
- зеркальные фотоаппараты
- объективы, например, зеркально-линзовый телеобъектив системы Максутова (МТО).
- перископы и зеркальные псевдоскопы

### Устройства для безопасности, автомобильные и дорожные зеркала

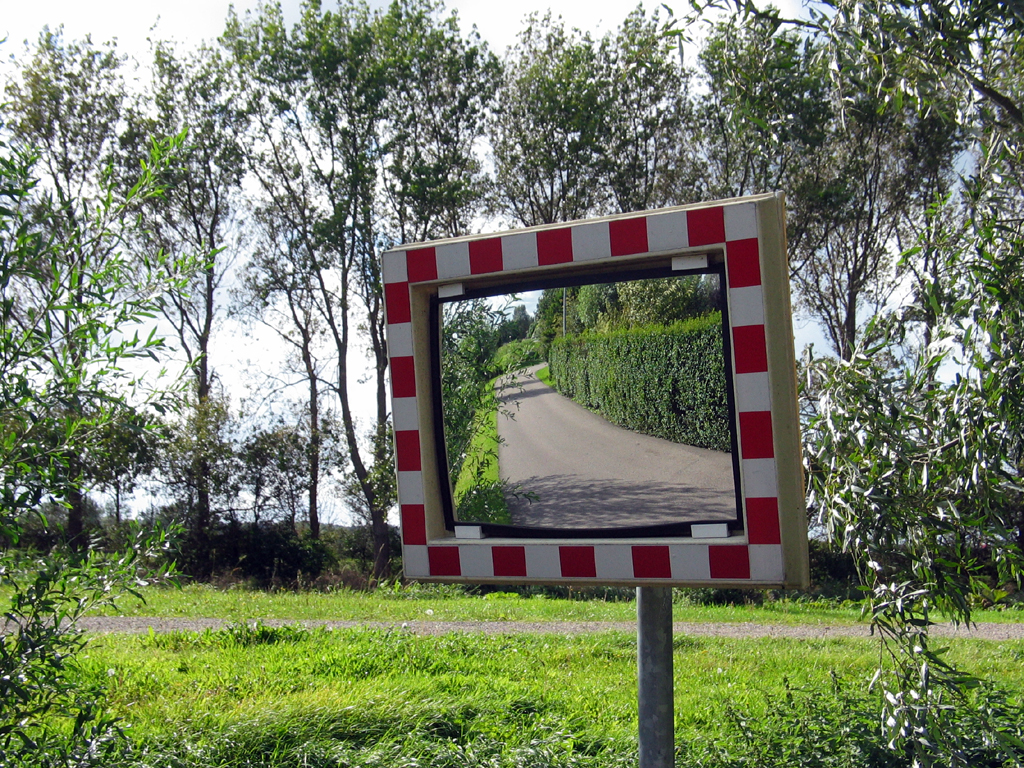
Зеркало на дороге у крутого поворота

В тех случаях, когда обзор человека по каким-либо причинам ограничен, зеркала особенно полезны. Так, в каждом автомобиле, на многих дорожных велосипедах имеется одно или несколько зеркал, иногда слегка выпуклых — для расширения поля зрения.
На дорогах и на тесных парковках стационарные выпуклые зеркала позволяют избежать столкновений и аварий.
В системах видеонаблюдения зеркала обеспечивает обзор в большем числе направлений с одной видеокамеры.

### Полупрозрачные зеркала
Полупрозрачные зеркала широко используются в оптических приборах (лазеры, зеркально-призматические видоискатели, телесуфлёры и др.).
Полупрозрачные зеркала иногда называют «зеркальными стёклами» или «односторонними стёклами». Такие стёкла применяются для скрытного наблюдения за людьми (в целях контроля над поведением или шпионажа), при этом шпион находится в тёмном помещении, а объект наблюдения — в освещённом. Принцип действия зеркального стекла в том, что плохо освещённый шпион не виден на фоне яркого отражения.

### Применение ввоенном деле
В современном термоядерном оружии используется для фокусировки излучения от запала и создания условий для начала термоядерного процесса синтеза.

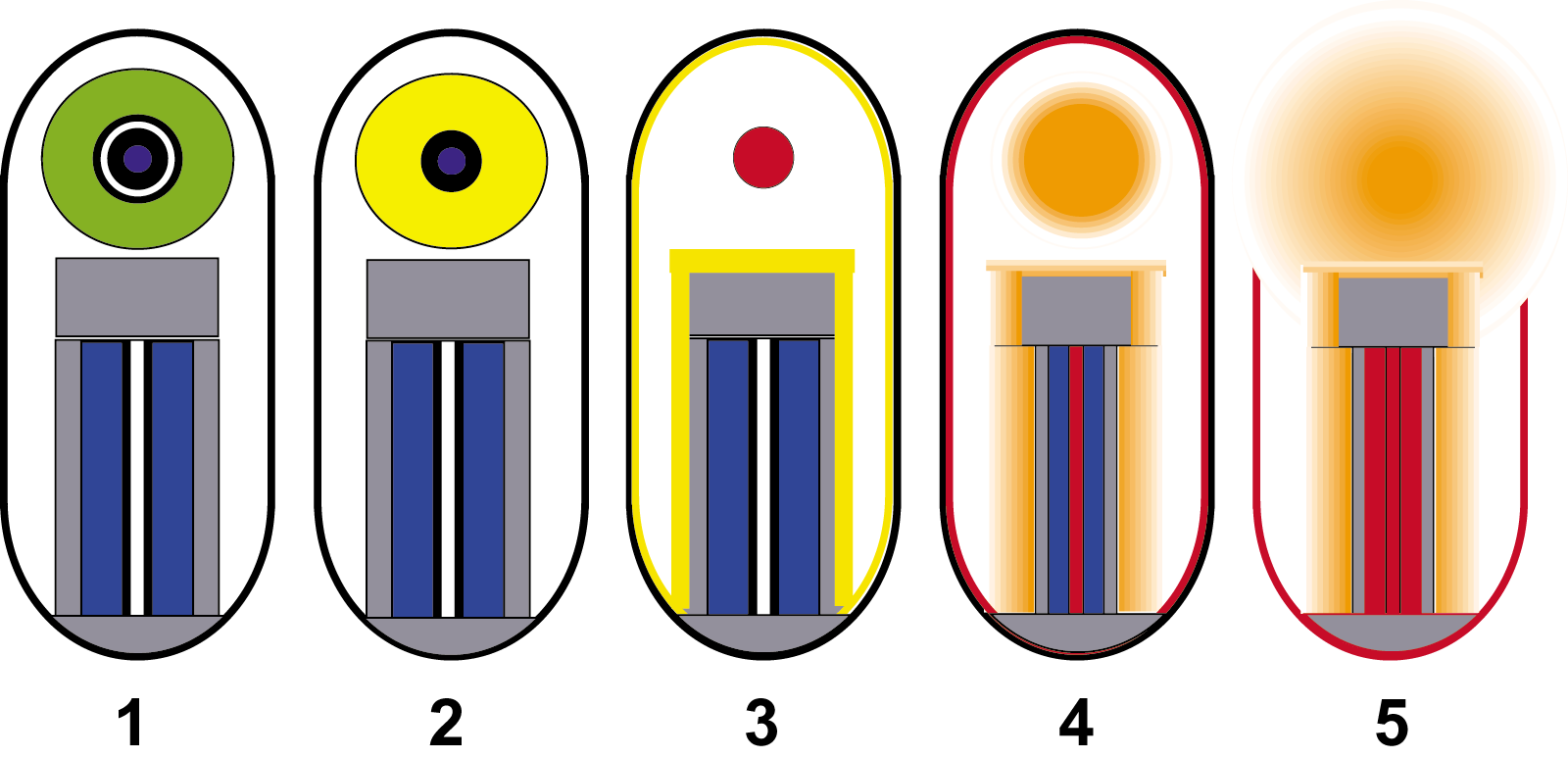
Применение рентгеновских зеркал в термоядерной бомбе

- Перископ внутри имеет зеркало с помощью которого можно безопасно наблюдать за тем, что происходит за углом или над поверхностью воды или над окопом.

## Зеркала в фольклоре, поверьях, мифах и художественных произведениях
Зеркальное отражение очень сильно действовало на людей, впервые столкнувшихся с возможностью существования «второго я». Они часто полагали, что в зеркале отражён кто-то совсем другой, затем — что в зеркале отражена душа человека.

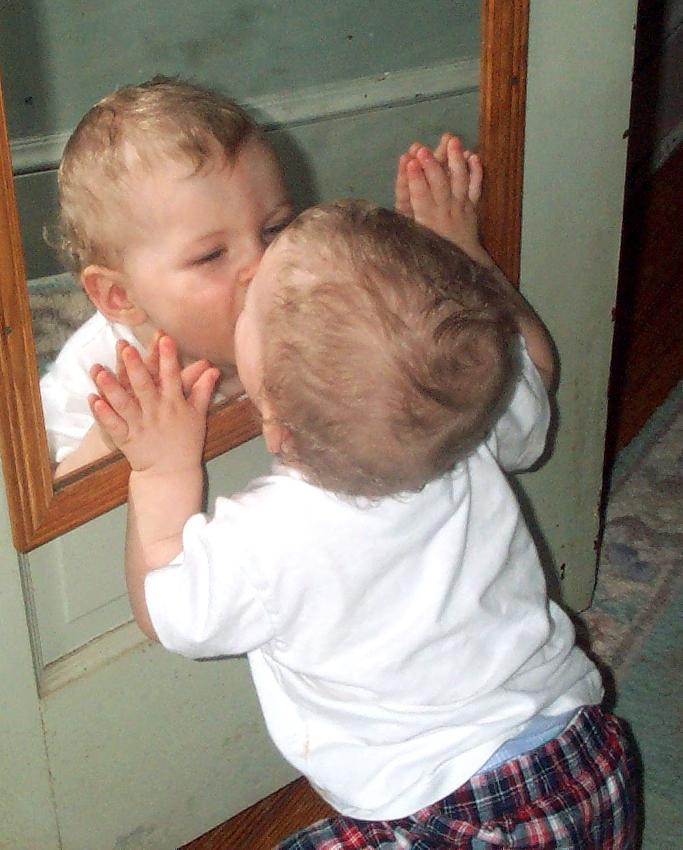
Реакция ребёнка на своё отражение

С этим связано большое число гаданий, обрядов и предрассудков (например, запрет глядеться в разбитое зеркало или завешивание зеркал в доме на 9 дней после смерти человека).

### Зеркала и зазеркалье в литературе и кинематографе
В греческой мифологии Персей убил Медузу Горгону, пользуясь блестящим щитом как зеркалом (прямой взгляд Горгоны превращал людей в камень).
В средневековых текстах зеркало является образом, символом иного мира. Зеркало есть символ вечности, поскольку в нём есть всё, что минуло, что есть сейчас, всё, что грядет.
Зеркало в искусстве средневекового Востока — это художественный образ мира, в котором живёт божество. Так, надписи на бронзовых зеркалах представляли собой заклинательные тексты.
Литературный приём «в зазеркалье» широко используется авторами книг. Наибольшую известность приобрела дилогия Льюиса Кэрролла — «Алиса в стране чудес» и «Алиса в Зазеркалье». Аналогичный приём использовал Гастон Леру: в книге «Призрак Оперы» Кристина попадает в подземное жилище Призрака через зеркало. Через зеркало в Королевство кривых зеркал попадает Оля — героиня одноимённой повести-сказки Виталия Губарева и поставленного по ней фильма.

### Зеркала в изобразительном искусстве
Широко использовали образ зеркала художники Нового времени. Среди подобных картин «Девочка у зеркала» американского художника Нормана Роквелла.

### Видения
В других произведениях зеркало является источником видений. Так, в «Сказке о мёртвой царевне и о семи богатырях» Зеркало рассказывало злой мачехе, кто красивее неё. Во «Властелине колец» Зеркало Галадриэль показывало смотрящему в него видения из прошлого, настоящего и будущего. В книге «Гарри Поттер и философский камень» зеркало Еиналеж показывало самые сокровенные желания человека. В «плоском мире» Терри Пратчетта существуют маги зеркал («Ведьмы за границей»), которые с помощью зеркального коридора (пары напротив друг друга поставленных зеркал) многократно увеличивали свою магическую мощь, при этом могли видеть отражение любых зеркал мира.

### Не отражающееся в зеркале
Существуют поверья/мифы, что в зеркале не отражаются вампиры, доппельгангеры и призраки. Возможно, это связано с тем, что раньше зеркала делали из серебра — «чистого» металла, который , по рассуждениям, не должен отражать существ, относящихся к «нечистой силе».

### Символика
Бронзовое зеркало, именуемое Ята-но-Кагами, является регалией японских императоров.

### Традиции
В традициях Японии, Китая, Кореи и некоторых восточноевропейских стран не принято дарить зеркала. В Китае и Японии они считались предметами, притягивающими духов и способными забирать жизненную энергию, а их повреждение связывали с несчастьями. В русских и польских поверьях зеркало ассоциировалось с потусторонним миром и могло символизировать передачу судьбы или красоты.

### Развлечения
В Диснеевском аттракционе «Призрачное поместье» есть Бесконечный зал (Endless Hallway), где эффект бесконечности получается за счёт двух зеркал, направленных друг на друга, на небольшом расстоянии. Плюс ко всему прочему в этом зале есть парящий в воздухе канделябр. Призрачное поместье является первым аттракционом, где используются зеркала как для украшения какого-либо помещения, так и создания оригинального эффекта.
Не так давно в новых американских аттракционах ужасов появились Зеркальные лабиринты, что является самой забавной игрой. В России первые зеркальные лабиринты появились в Санкт-Петербурге и приобрели большую популярность в развлекательной индустрии.

## Видеокамера и дисплей, как зеркало
Смартфон, планшет, ноутбук, видеотелефон, телевизор или другое устройство имеющие фронтальную камеру и дисплей на одной стороне можно использовать, как зеркало.

## Для выработки электроэнергии, тепла и приготовления пищи
Солнечная печь готовит с помощью энергии солнца и зеркальной поверхности.

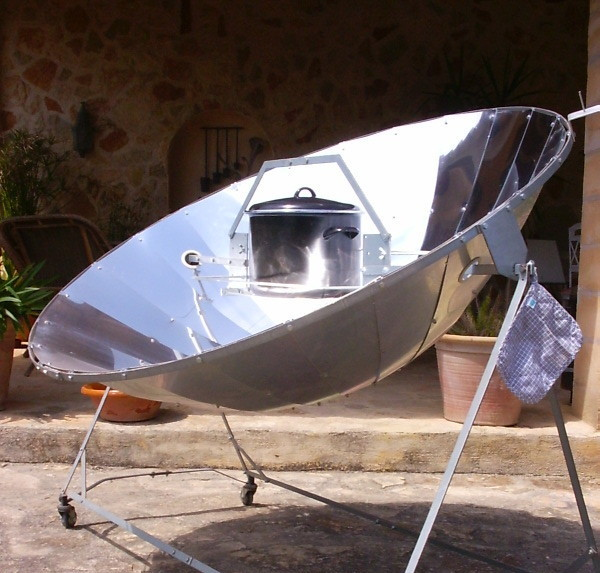
солнечная печь
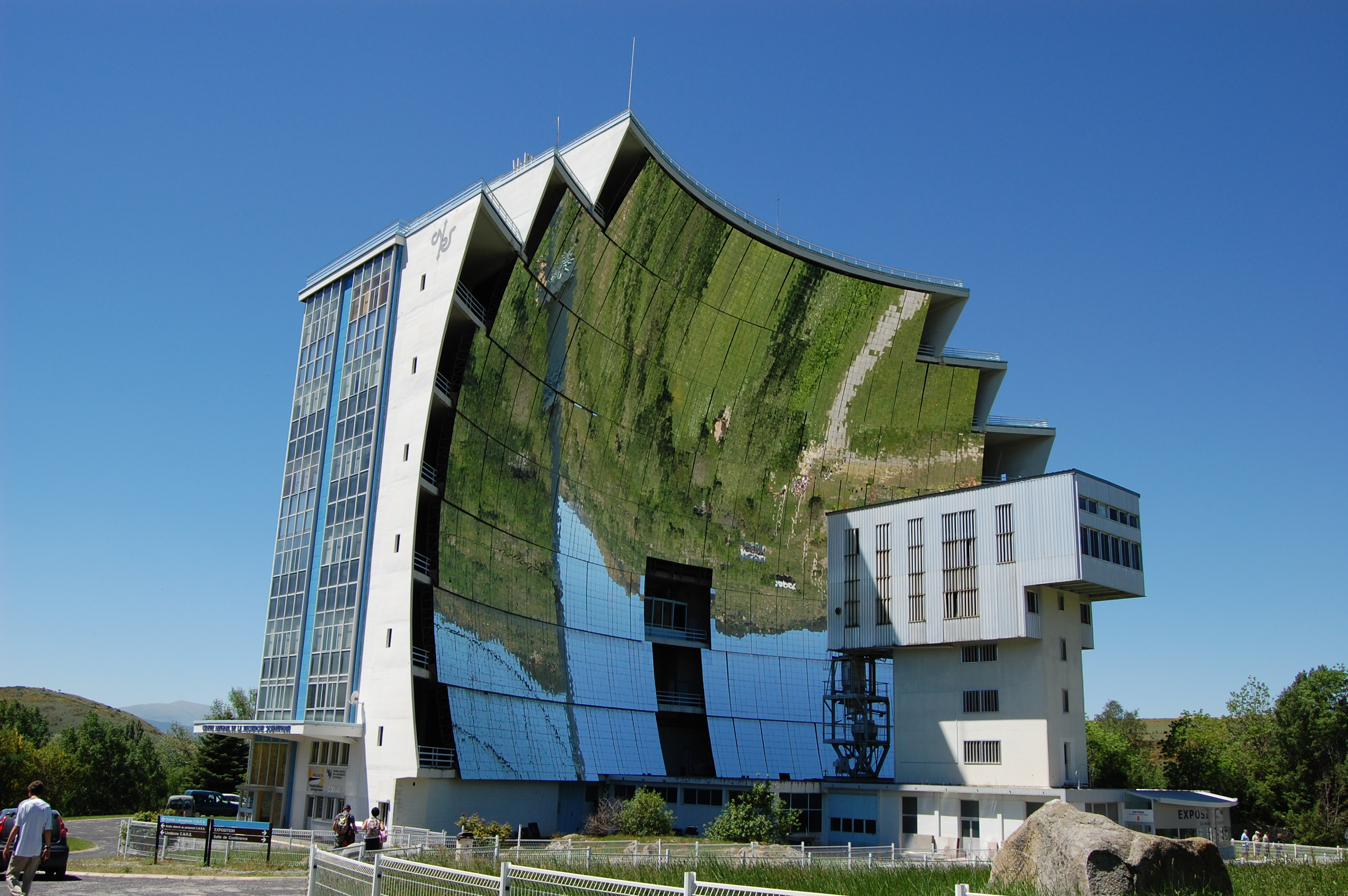
огромная солнечная печь может вырабатывать температуру 3500 градусов с помощью солнца и зеркал
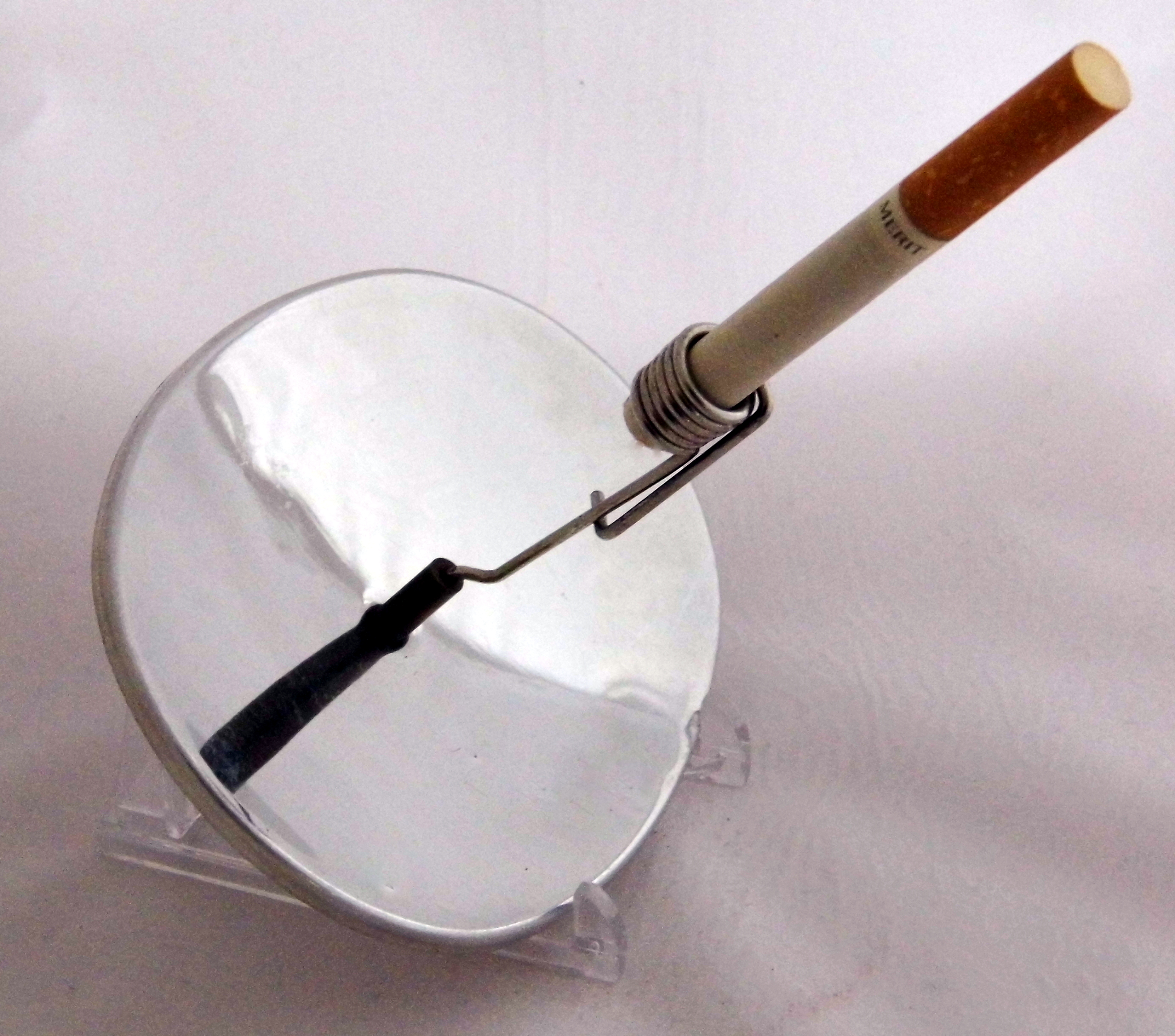
зеркальная зажигалка для сигареты 1957 года

## Галерея

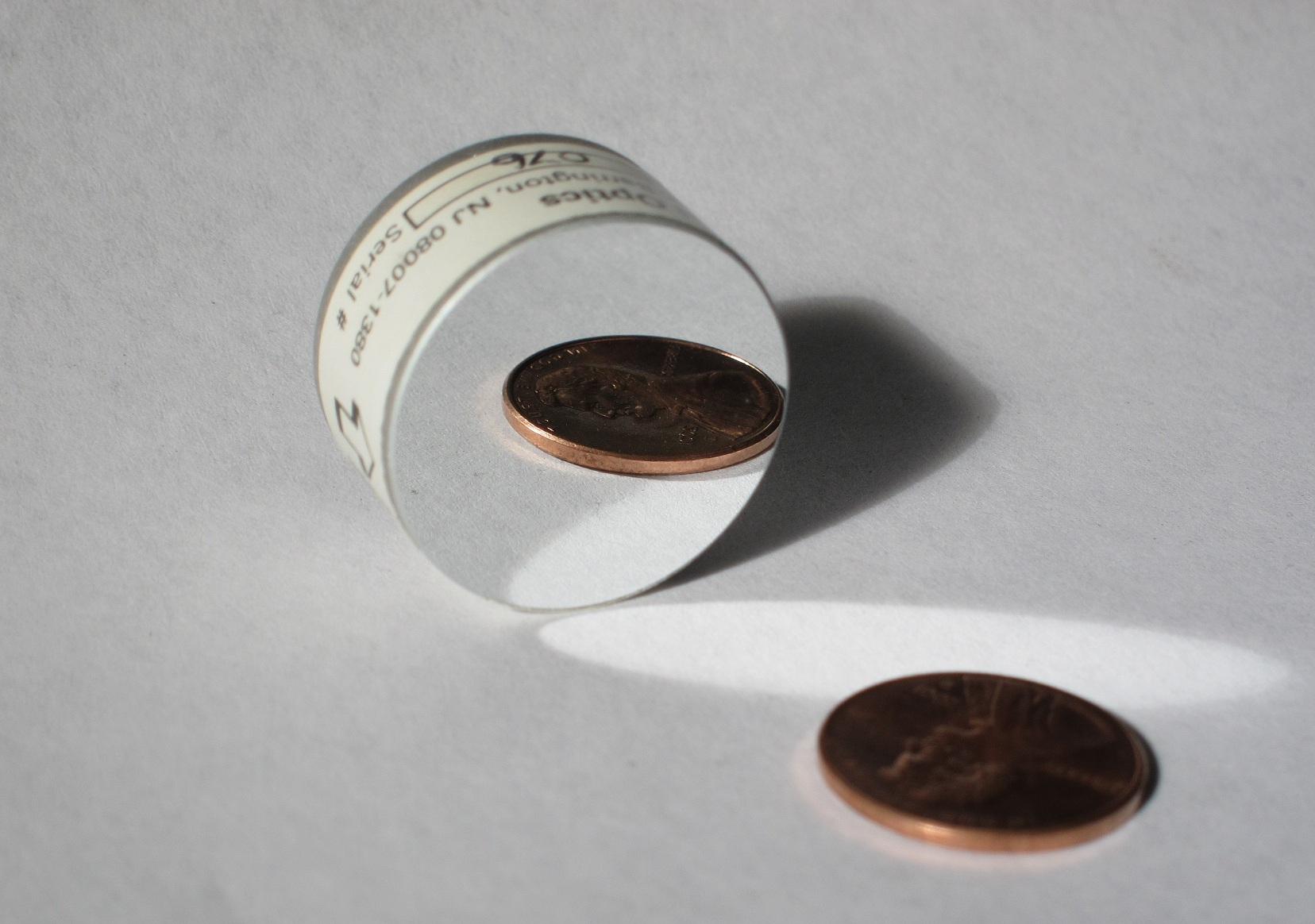
Первое поверхностное зеркало, покрытое алюминием и усиленное диэлектрическими покрытиями. Угол падающего света (представленный как светом в зеркале, так и тенью позади него) совпадает с точным углом отражения (отражённый свет падает на стол).
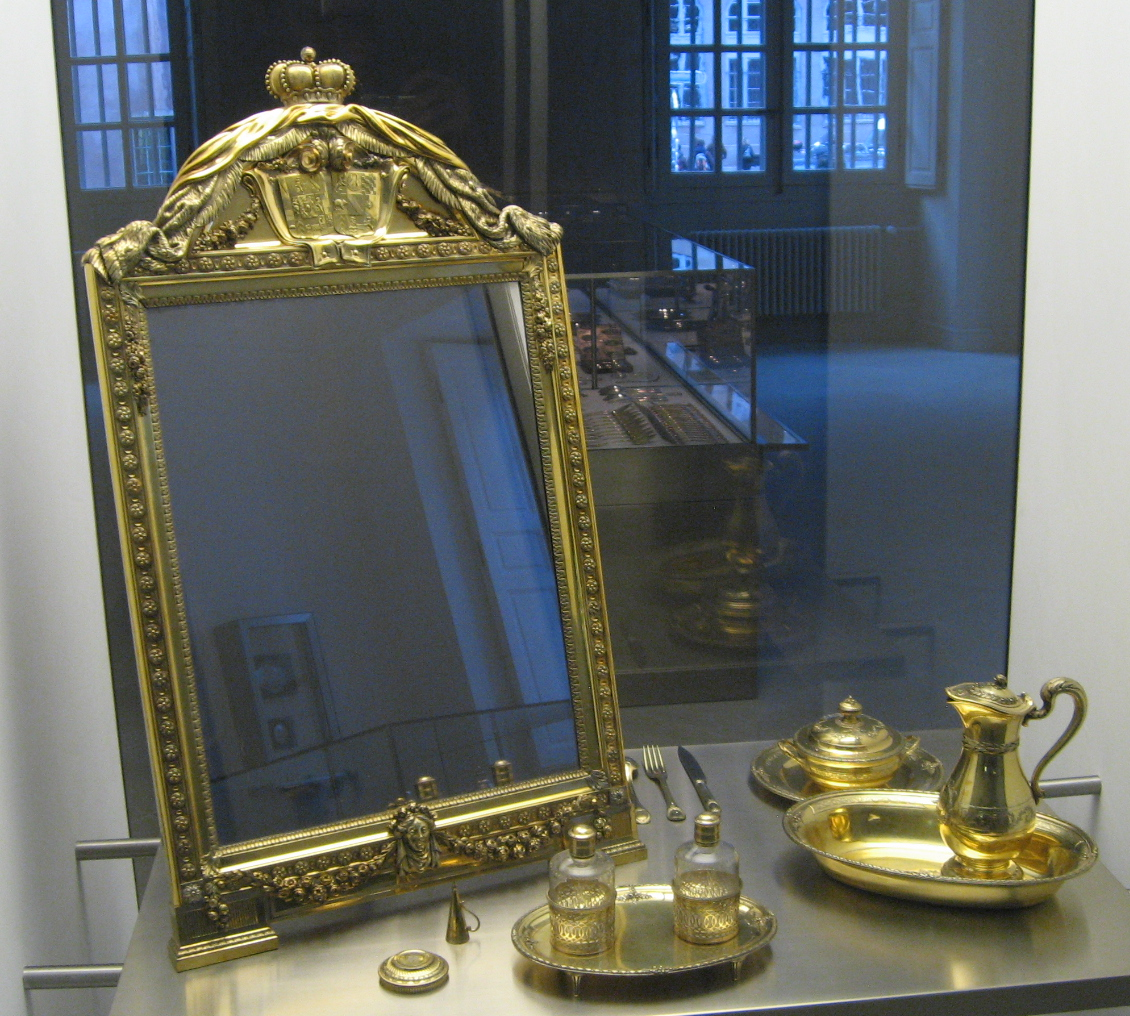
Зеркало из позолоченного серебра XVIII века в Музее декоративного искусства, Страсбур
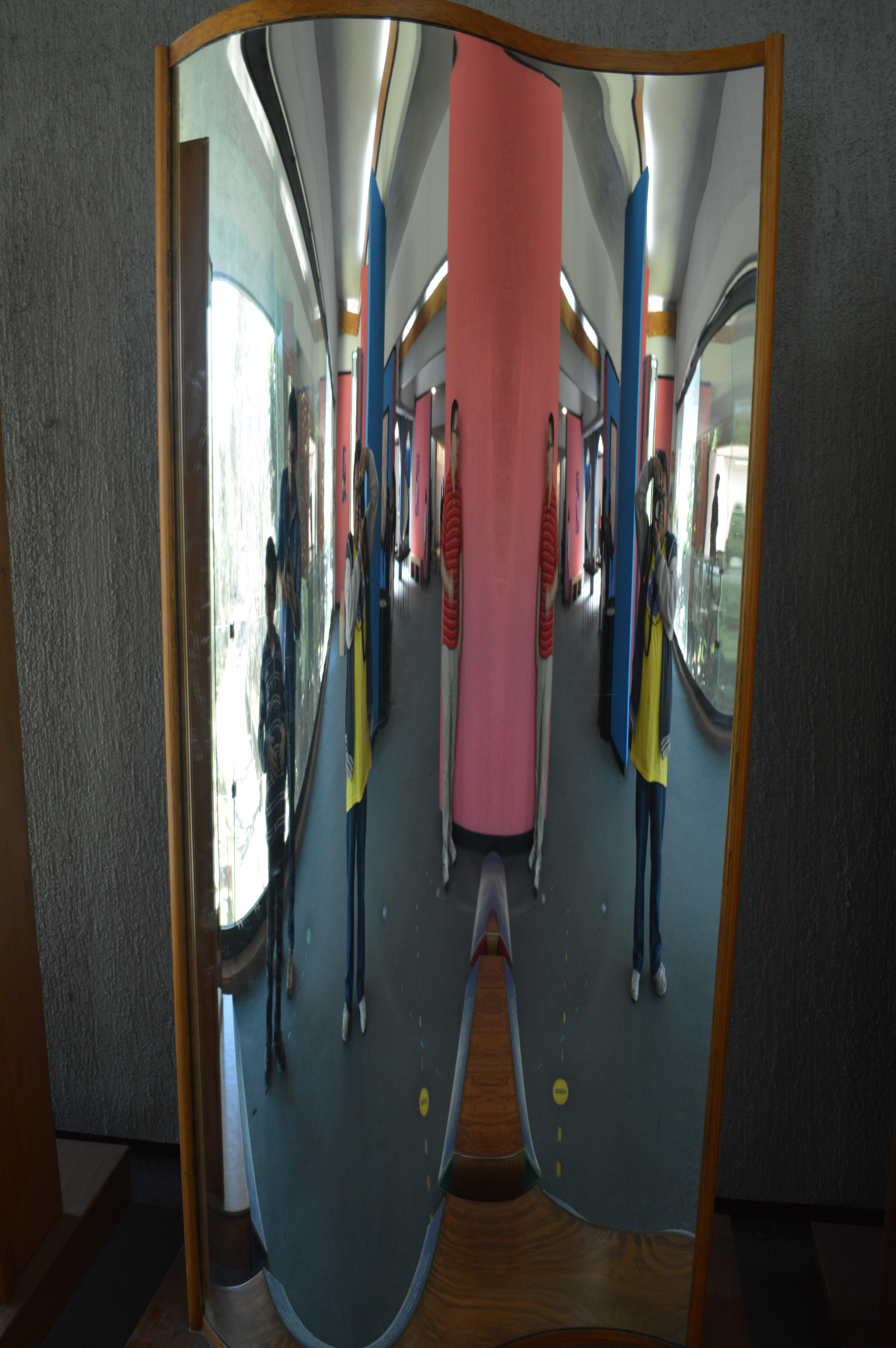
Фотограф фотографирует себя в изогнутом зеркале в музее Универсум в городе Мехико
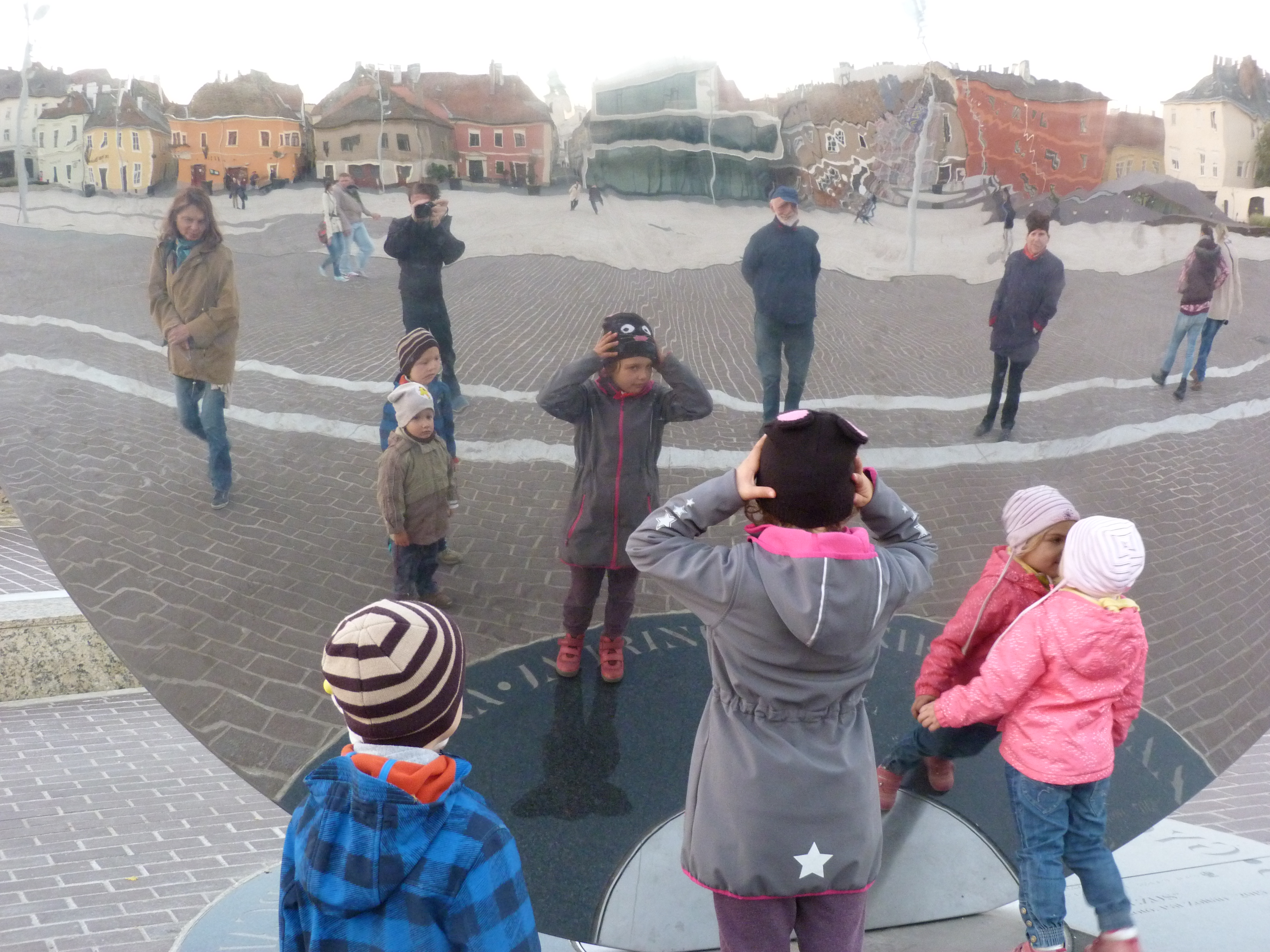
Большое выпуклое зеркало. Искажения на изображении увеличиваются с увеличением расстояния просмотра.
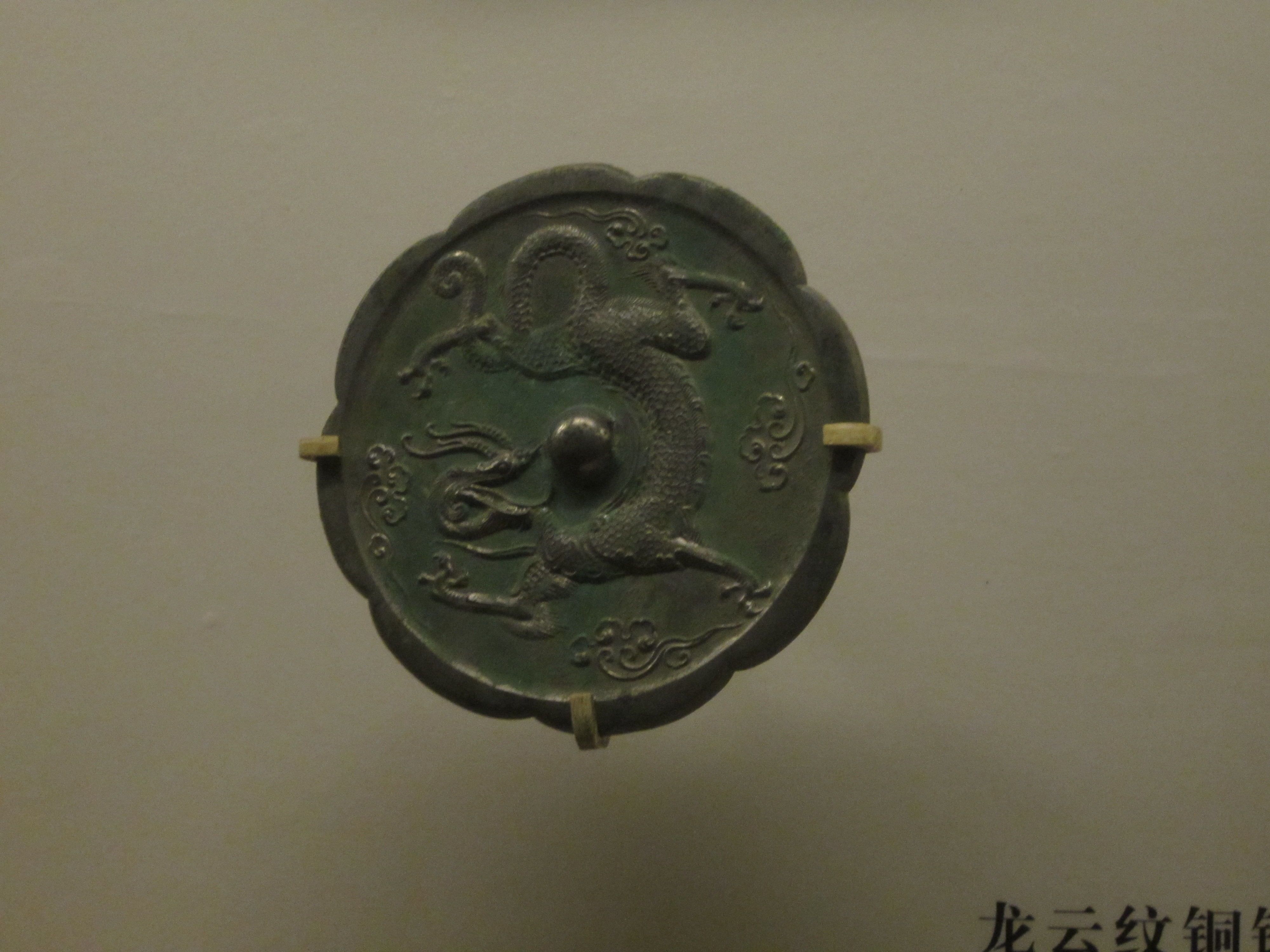
Задняя часть бронзового зеркала династии Тан
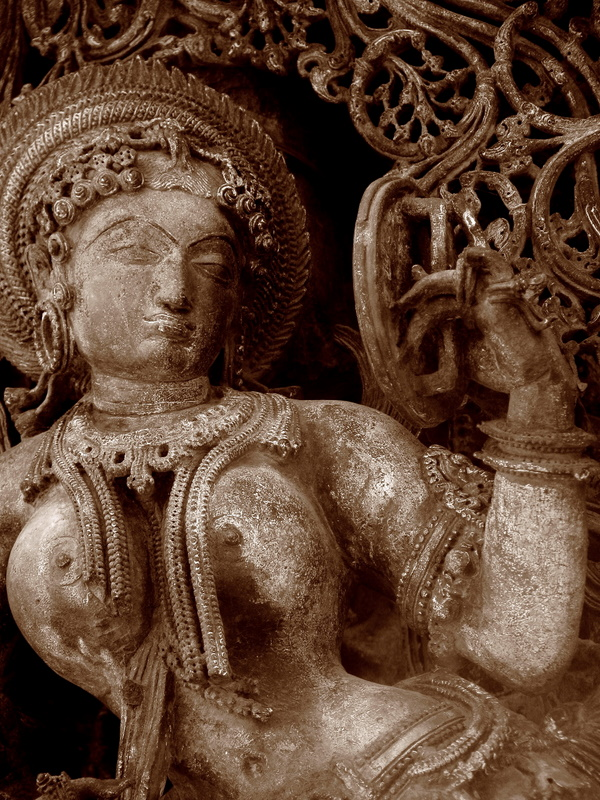
Скульптура женщины, смотрящей в зеркало, из Халебида, Индия, XII век
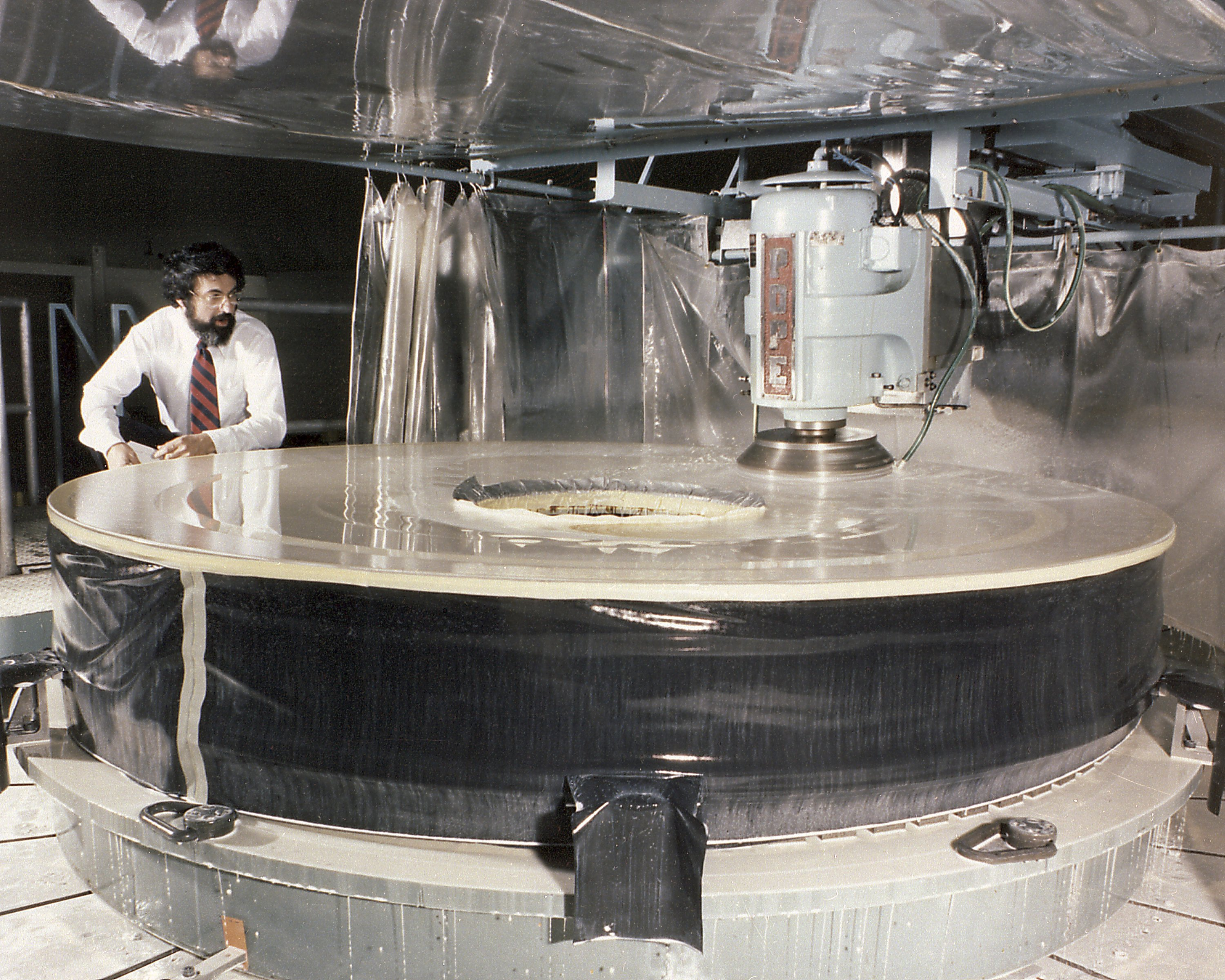
Полировка основного зеркала для космического телескопа Хаббла. Отклонение в качестве поверхности примерно на 4λ изначально приводило к плохим изображениям, что в конечном итоге было компенсировано использованием корректирующей оптики.
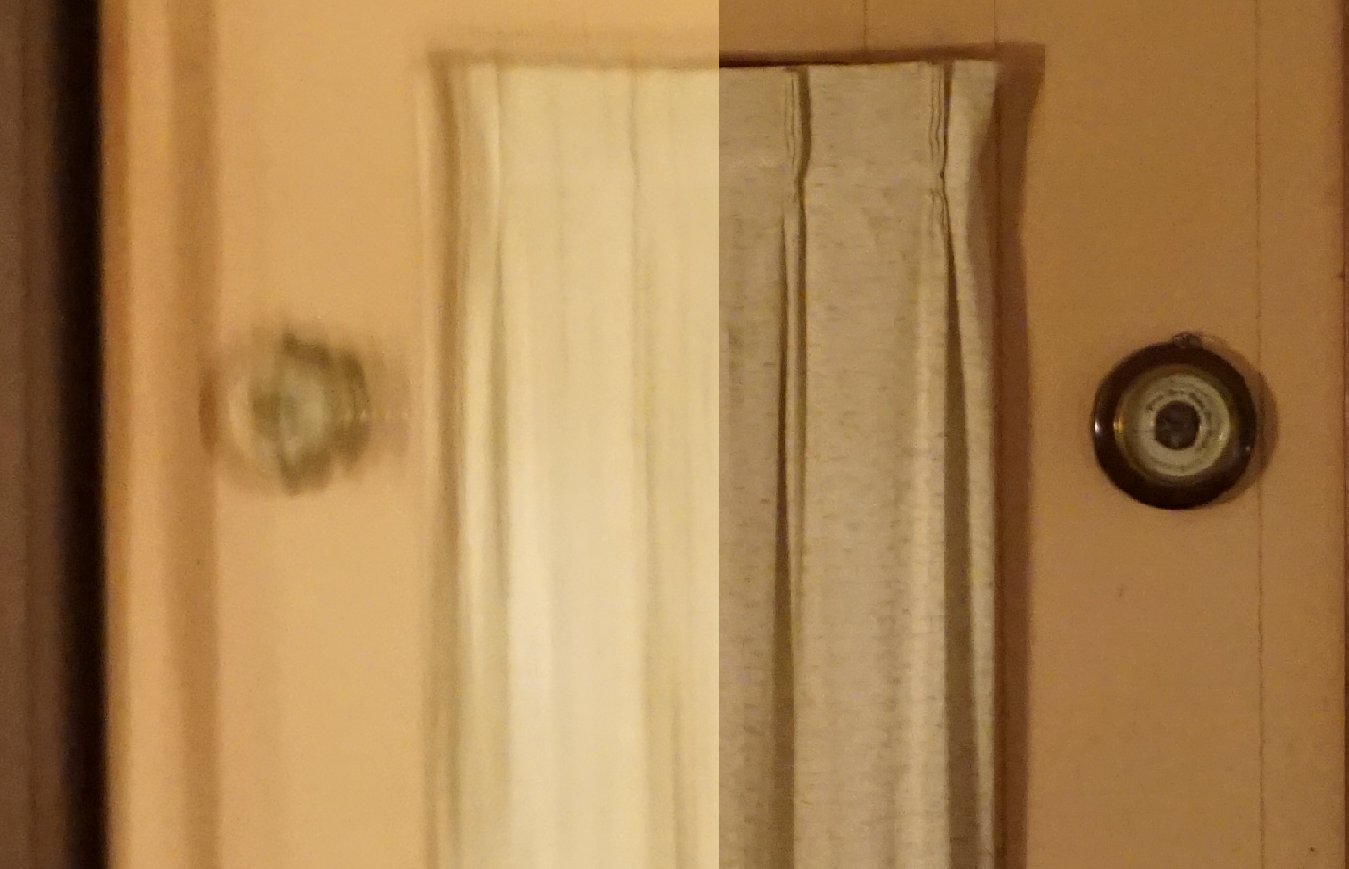
Ошибки плоскости, такие как волнистые дюны на поверхности, приводили к этим артефактам, искажениям и низкому качеству изображения при отражении в дальнем поле бытового зеркала.
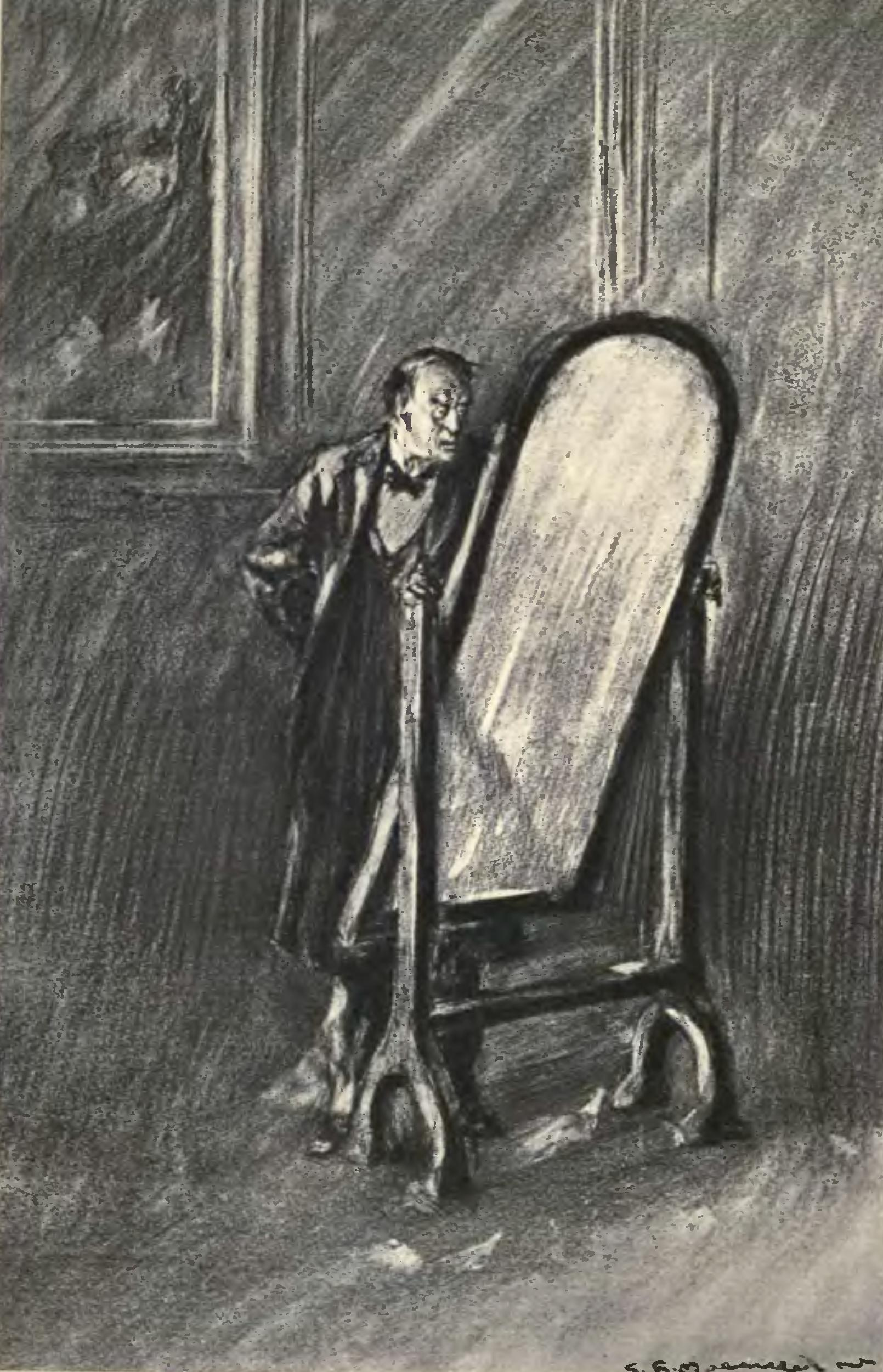
Зеркало шеваль — полноразмерное напольное зеркало, установленное в раме, которая позволяет ему свободно качаться
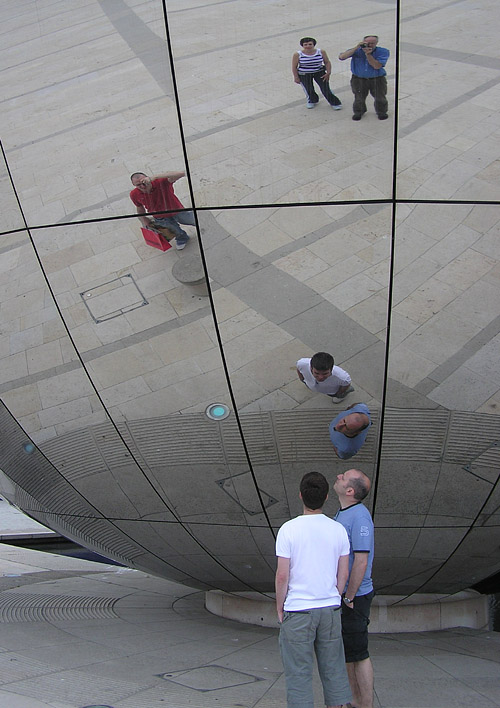
Отражения в сферическом выпуклом зеркале. Фотограф виден справа вверху.
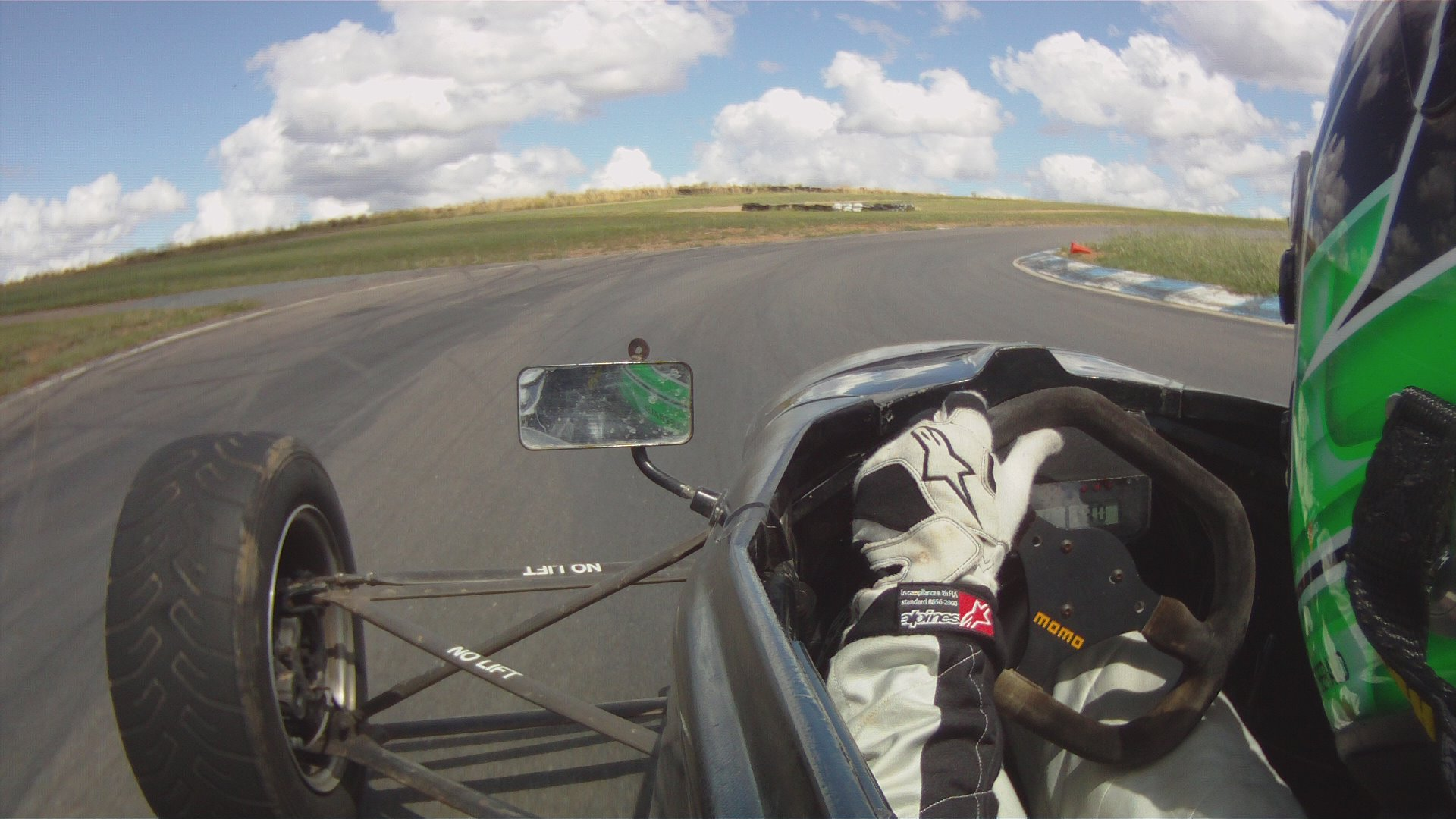
Боковое зеркало на гоночном автомобиле
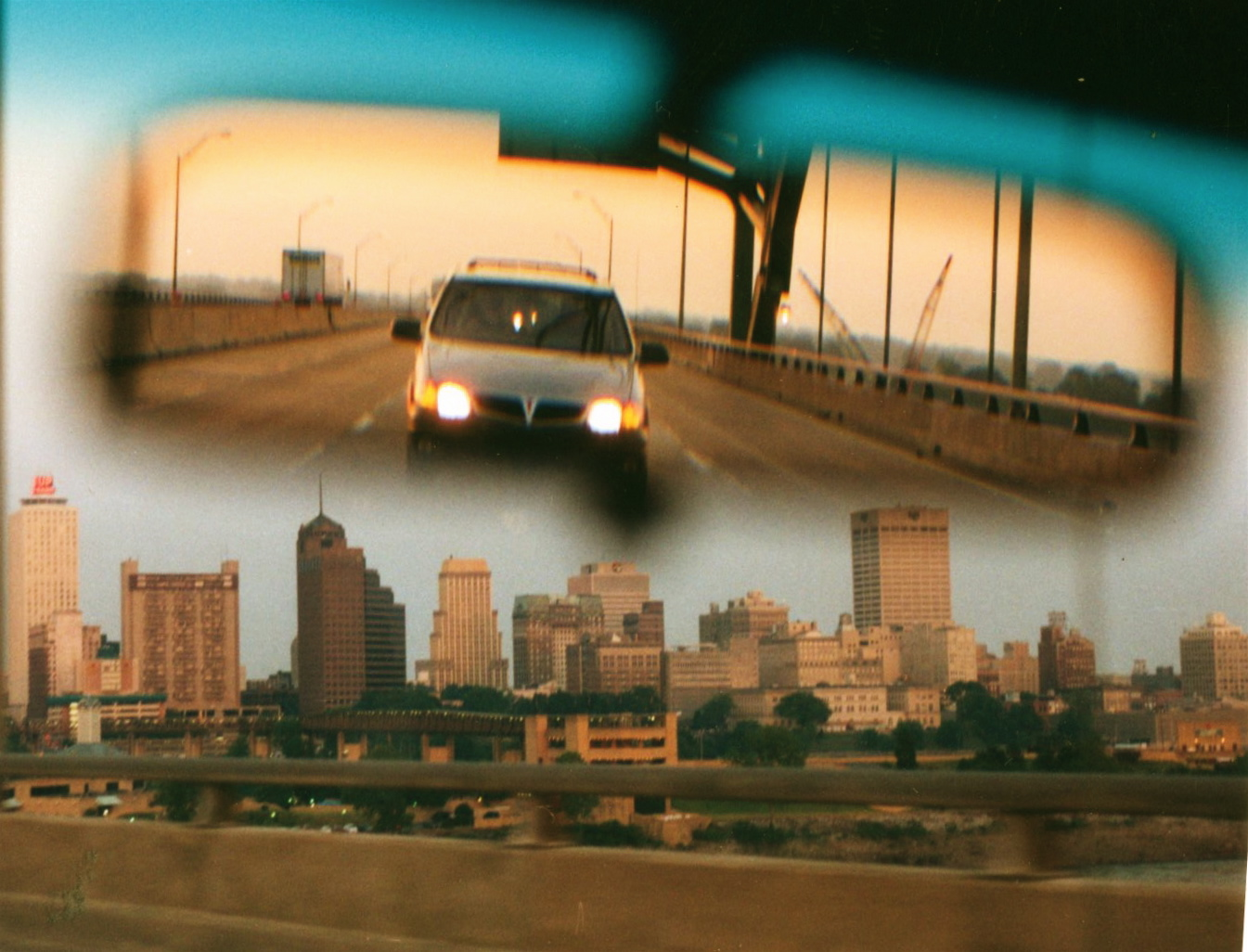
Зеркало заднего вида
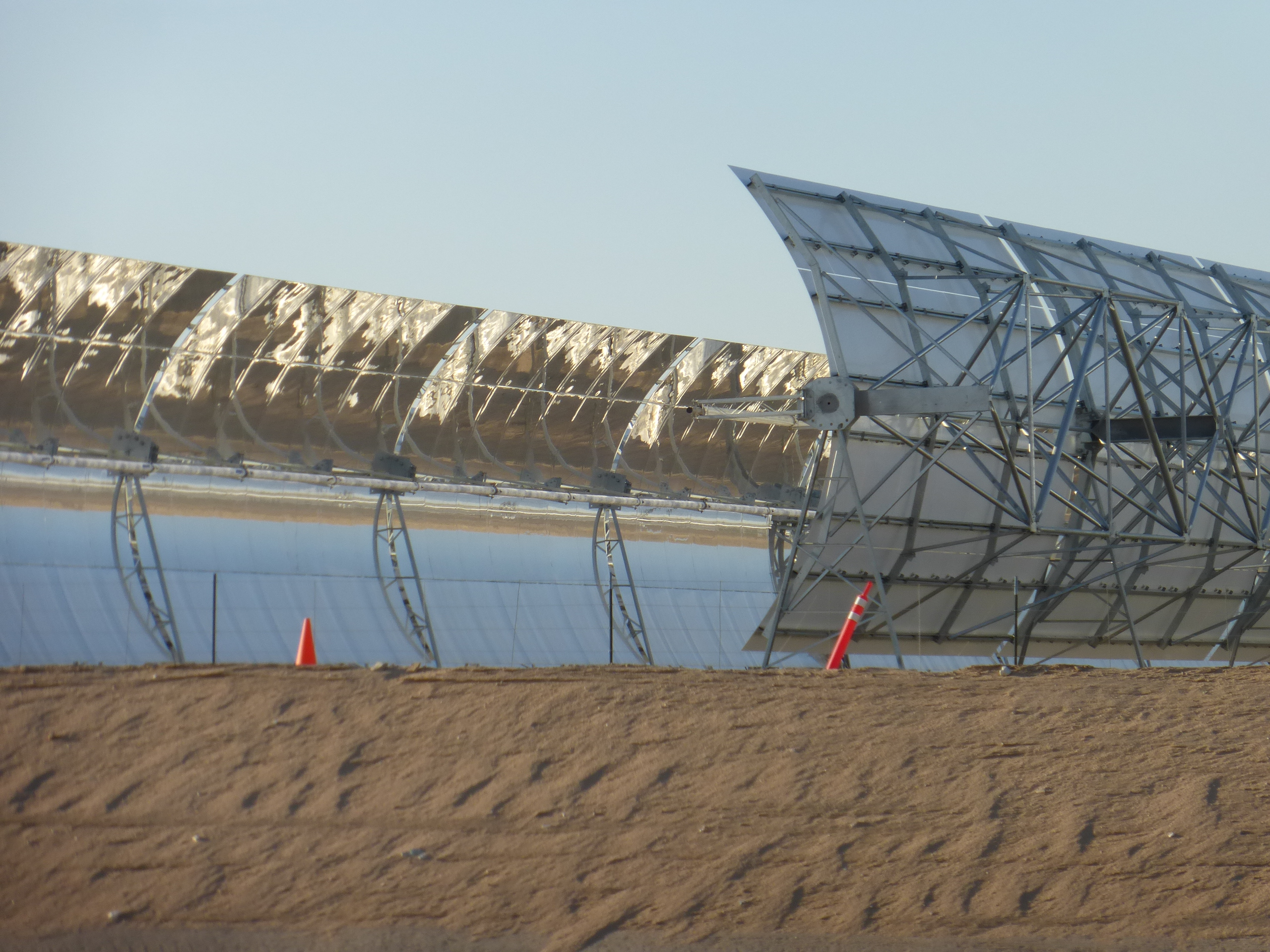
Параболические желоба возле озера Харпер в Калифорнии
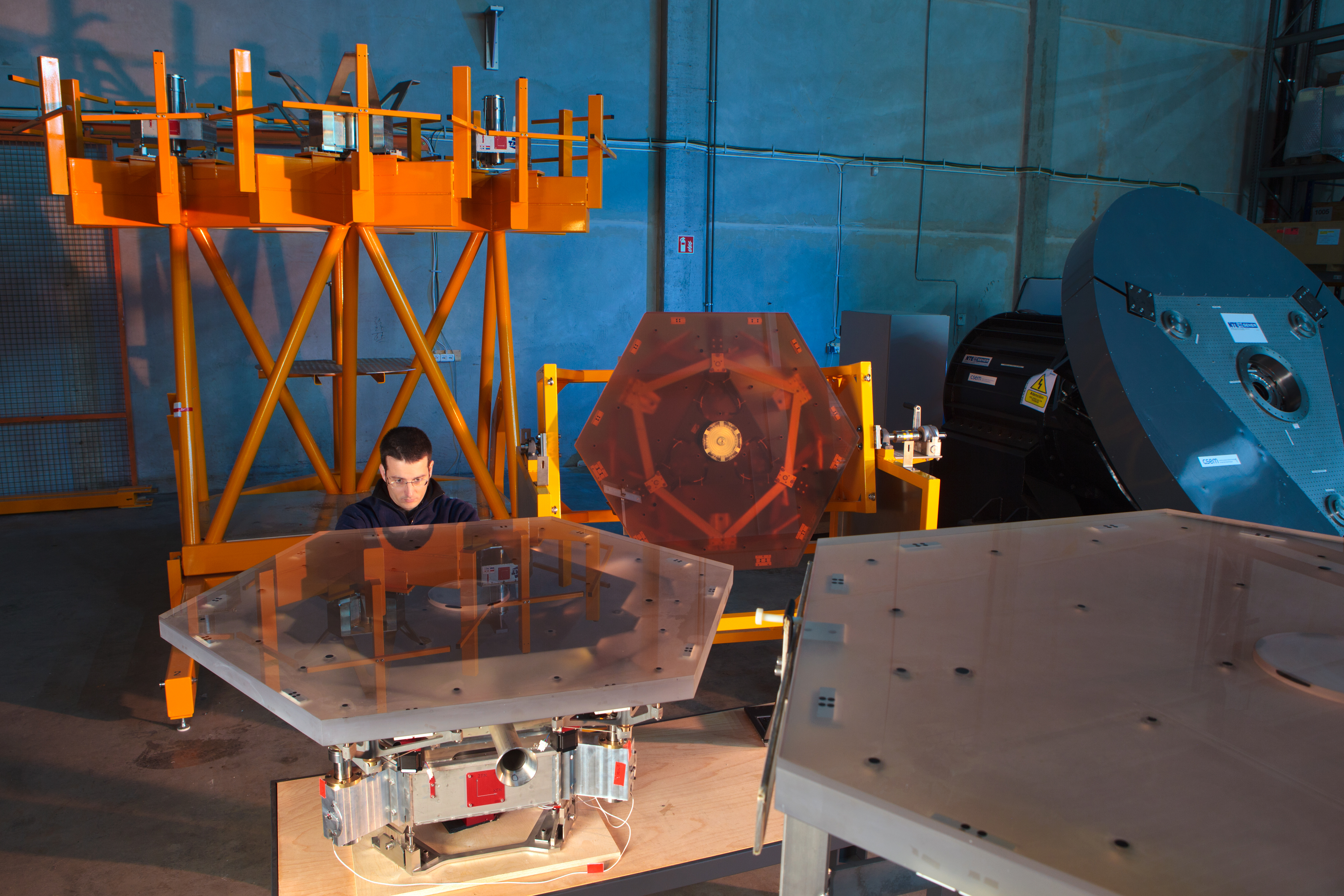
Тестируемые зеркальные сегменты E-ELT
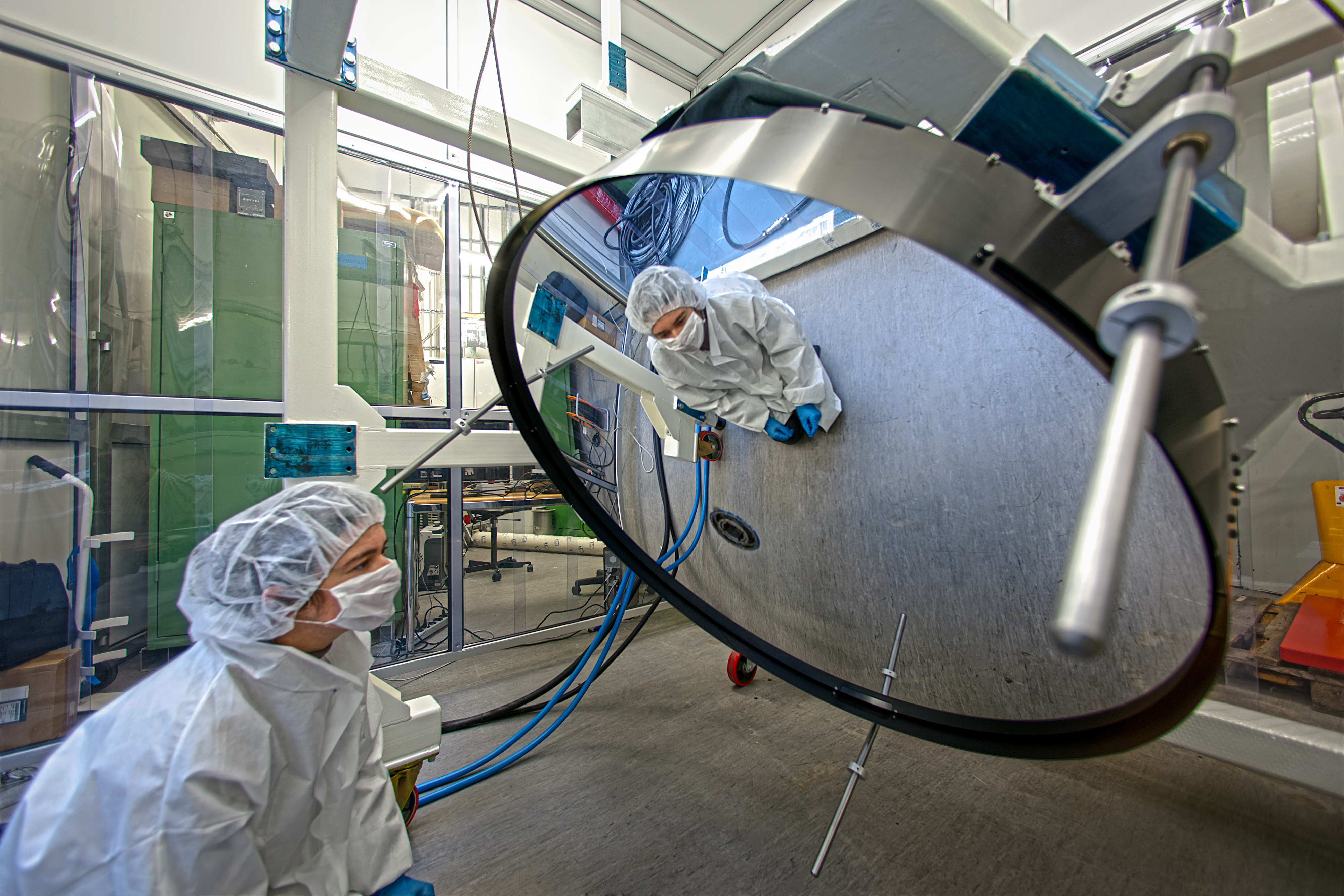
Деформируемое зеркало с тонким корпусом. Его ширина составляет 1120 мм, а толщина — всего 2 мм, что делает его намного тоньше, чем большинство стеклянных окон.
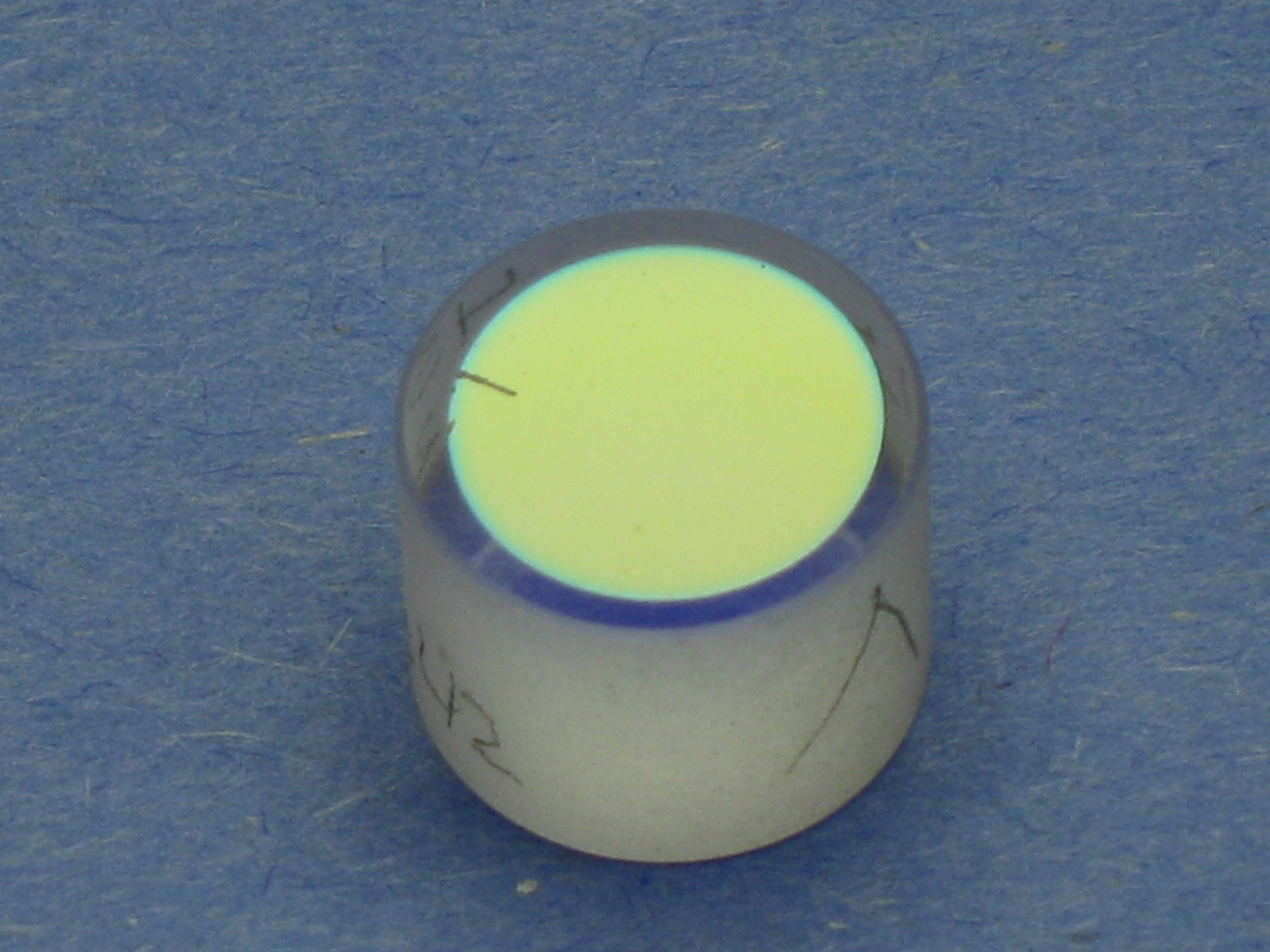
Зеркало с диэлектрическим покрытием используется в лазере на красителях. Зеркало имеет отражающую способность более 99% при 550 нанометрах, (жёлтого цвета), но пропускает большинство других цветов.
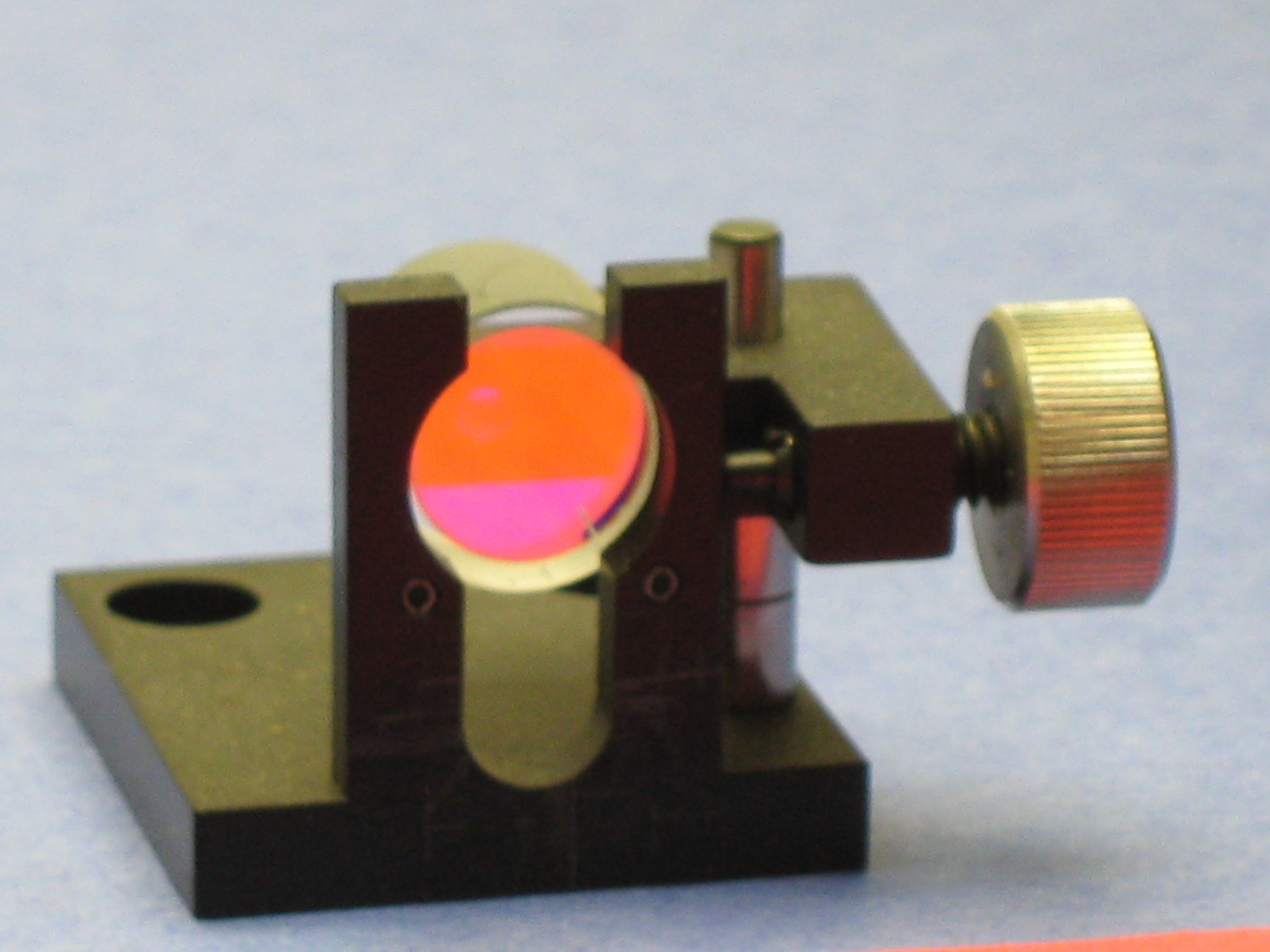
Диэлектрическое зеркало используется в перестраиваемых лазерах. С центральной длиной волны 600 нм и шириной полосы 100 нм покрытие полностью отражает оранжевую конструкционную бумагу, но отражает только красноватые оттенки синей бумаги.
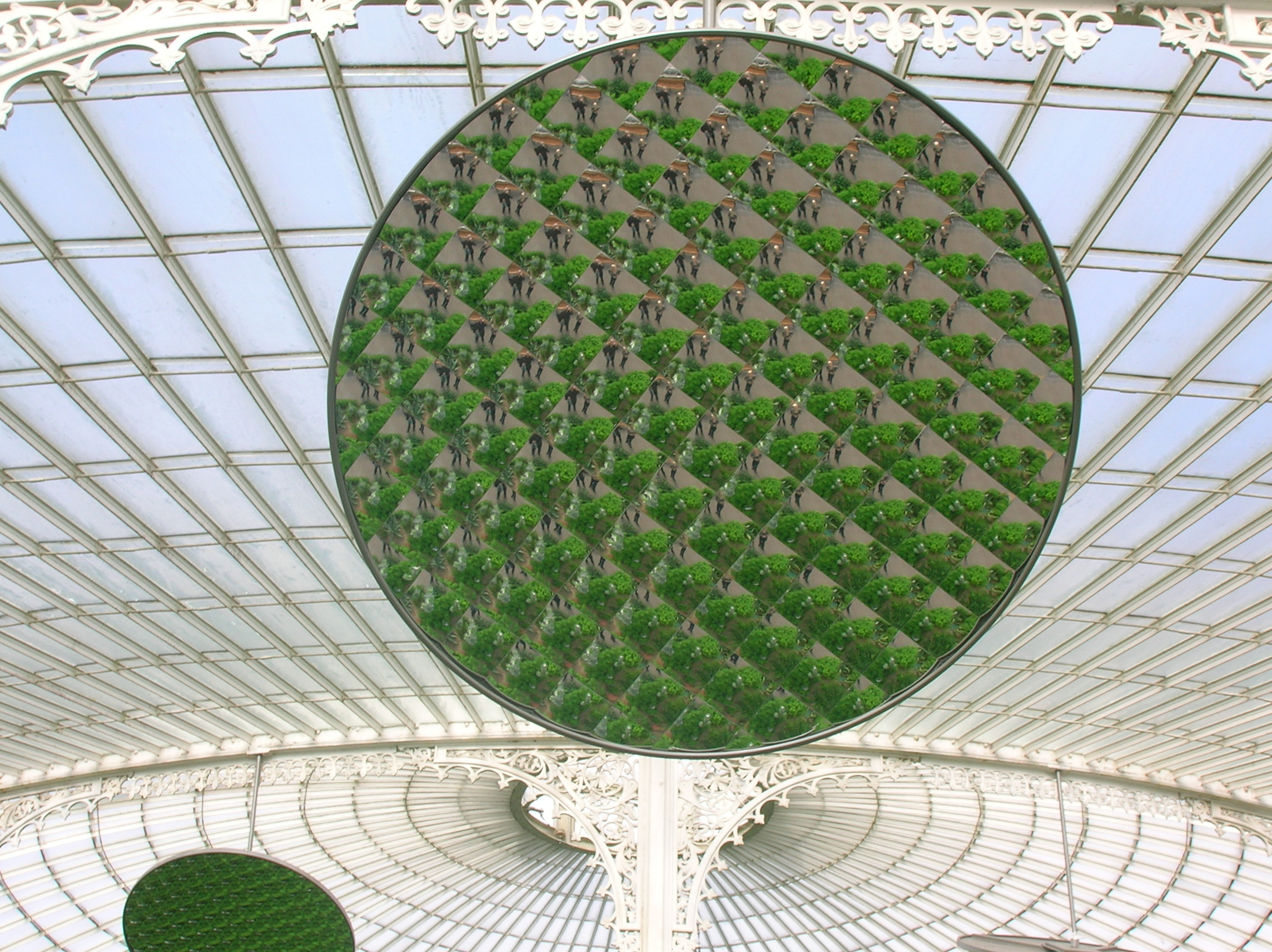
Многогранное зеркало в консерватории Киббл-Палас, Глазго, Шотландия
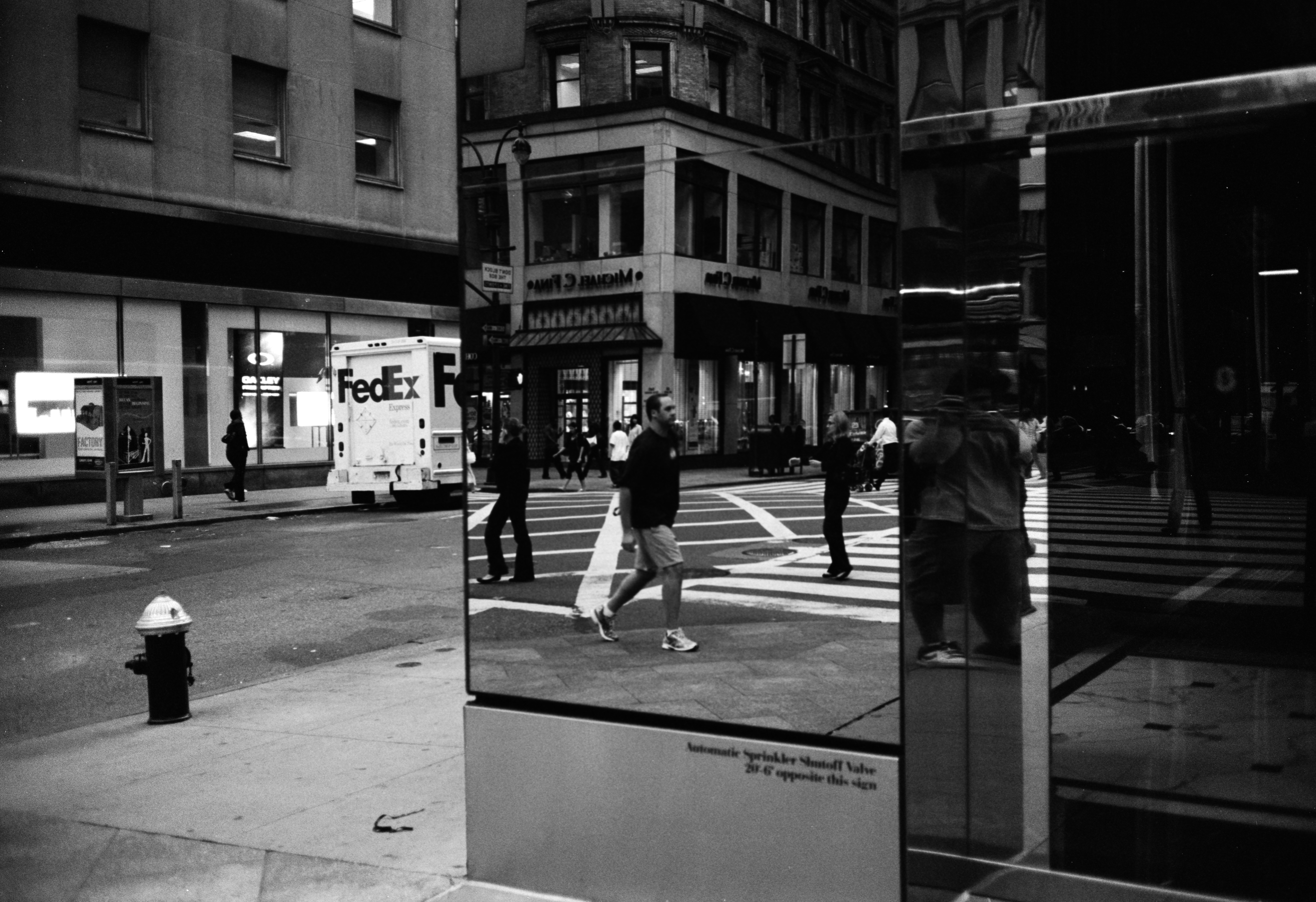
Зеркальное здание на Манхэттене — 2008
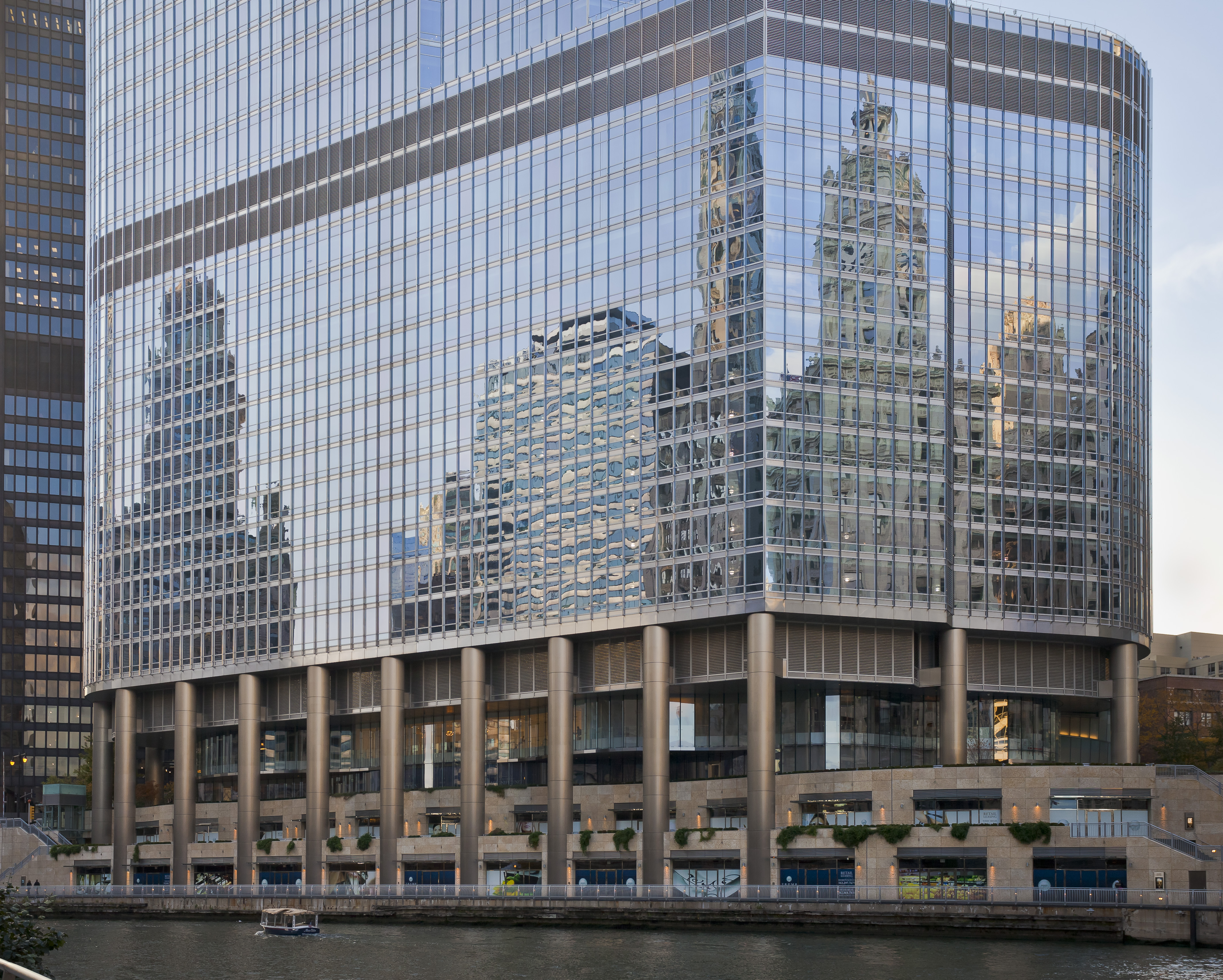
Международная гостиница и башня Трампа отражает горизонт вдоль реки Чикаго в центре Чикаго
Венера перед зеркалом Тициана
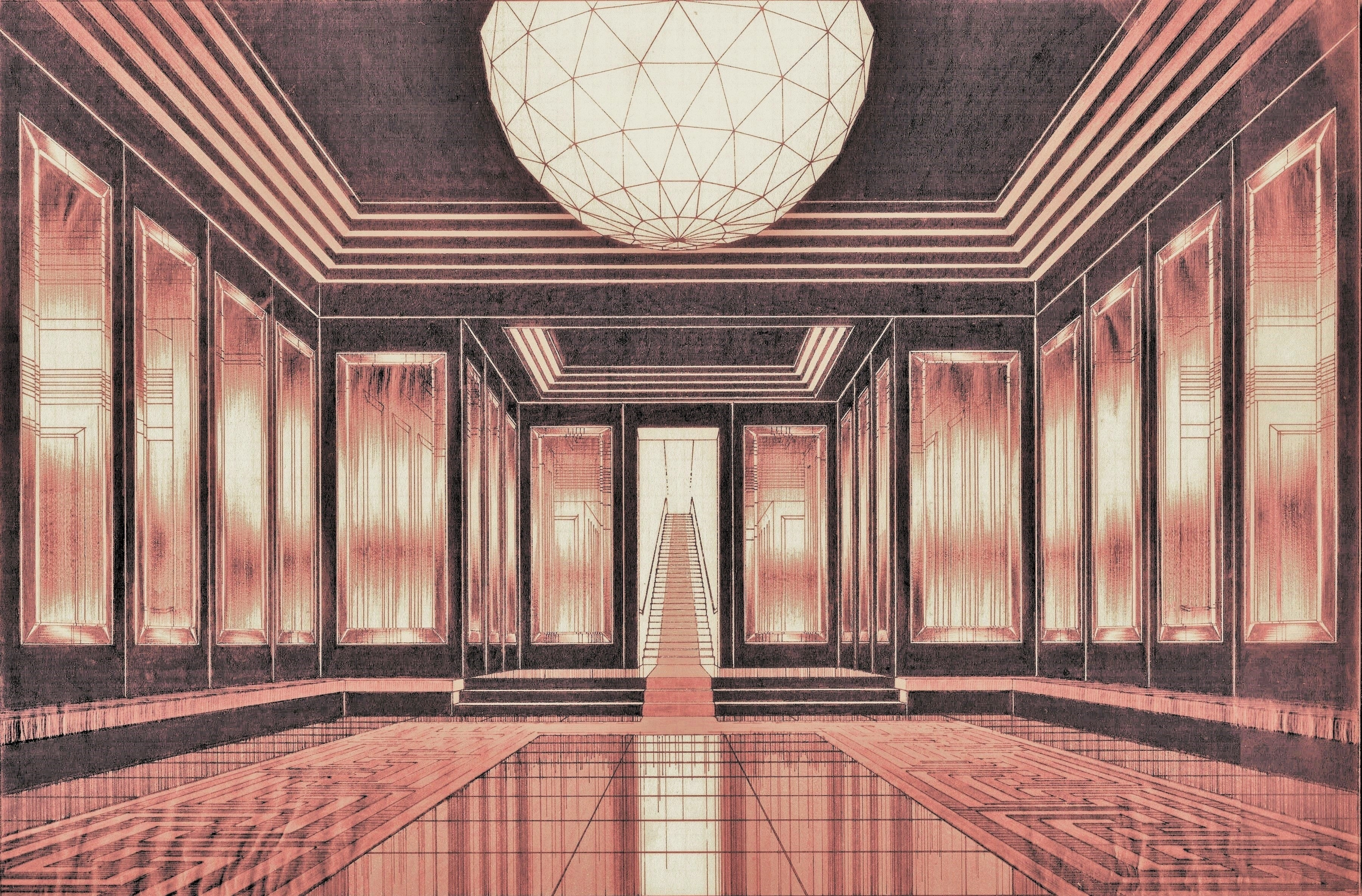
Зеркала в дизайне интерьера: «Зал ожидания в доме М.м Б.», проект ар-деко итальянского архитектора Арнальдо дель Ира, Рим, 1939 г.
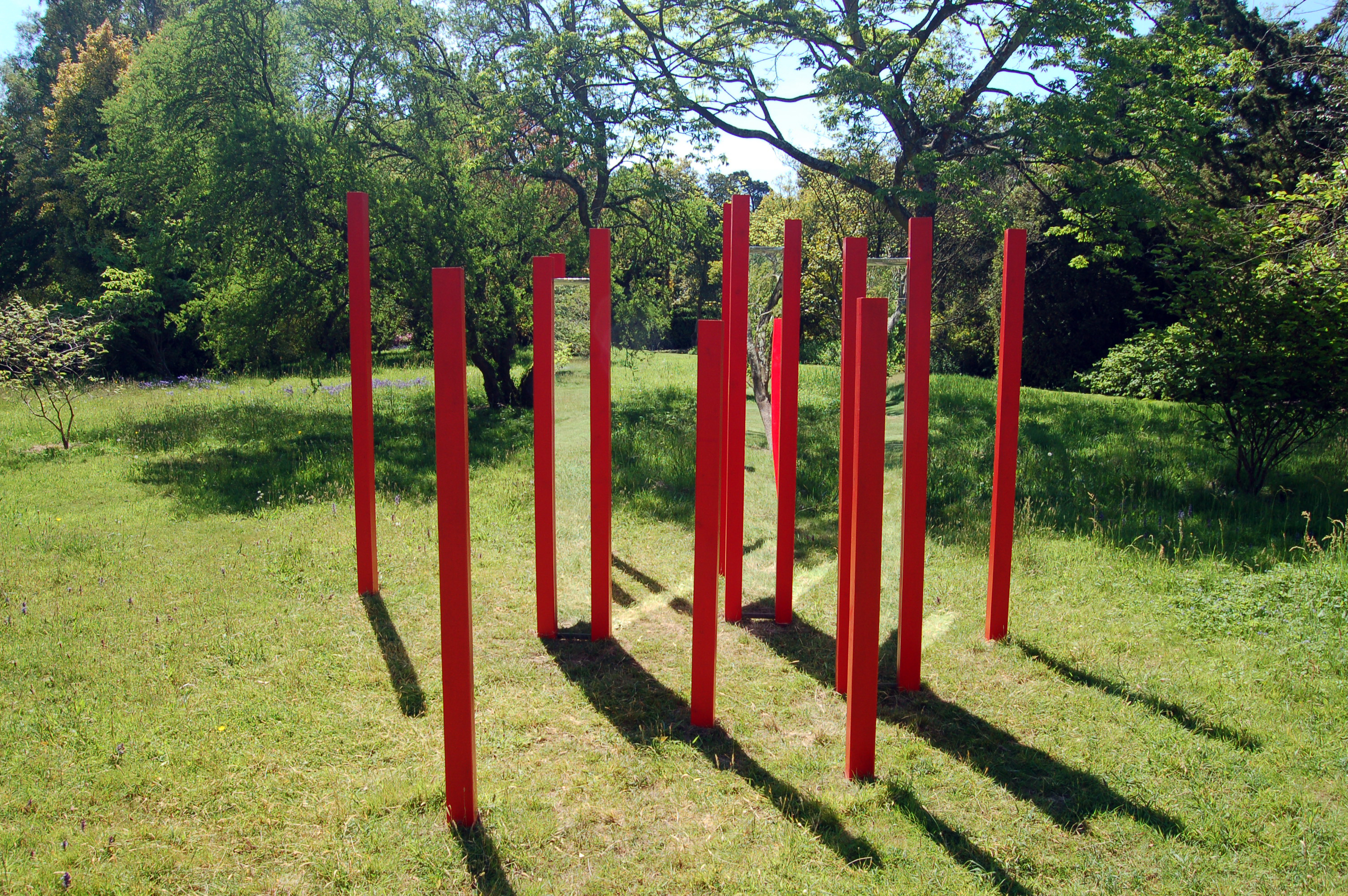
Роща Зеркал Хилари Арнольд Бейкер, Ромси
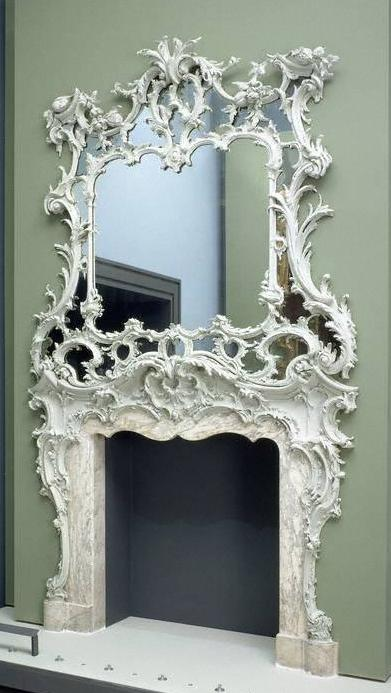
Полка над камином и зеркало на мантии, ок. 1750 V&A Музей №. 738:1 к 3–1897
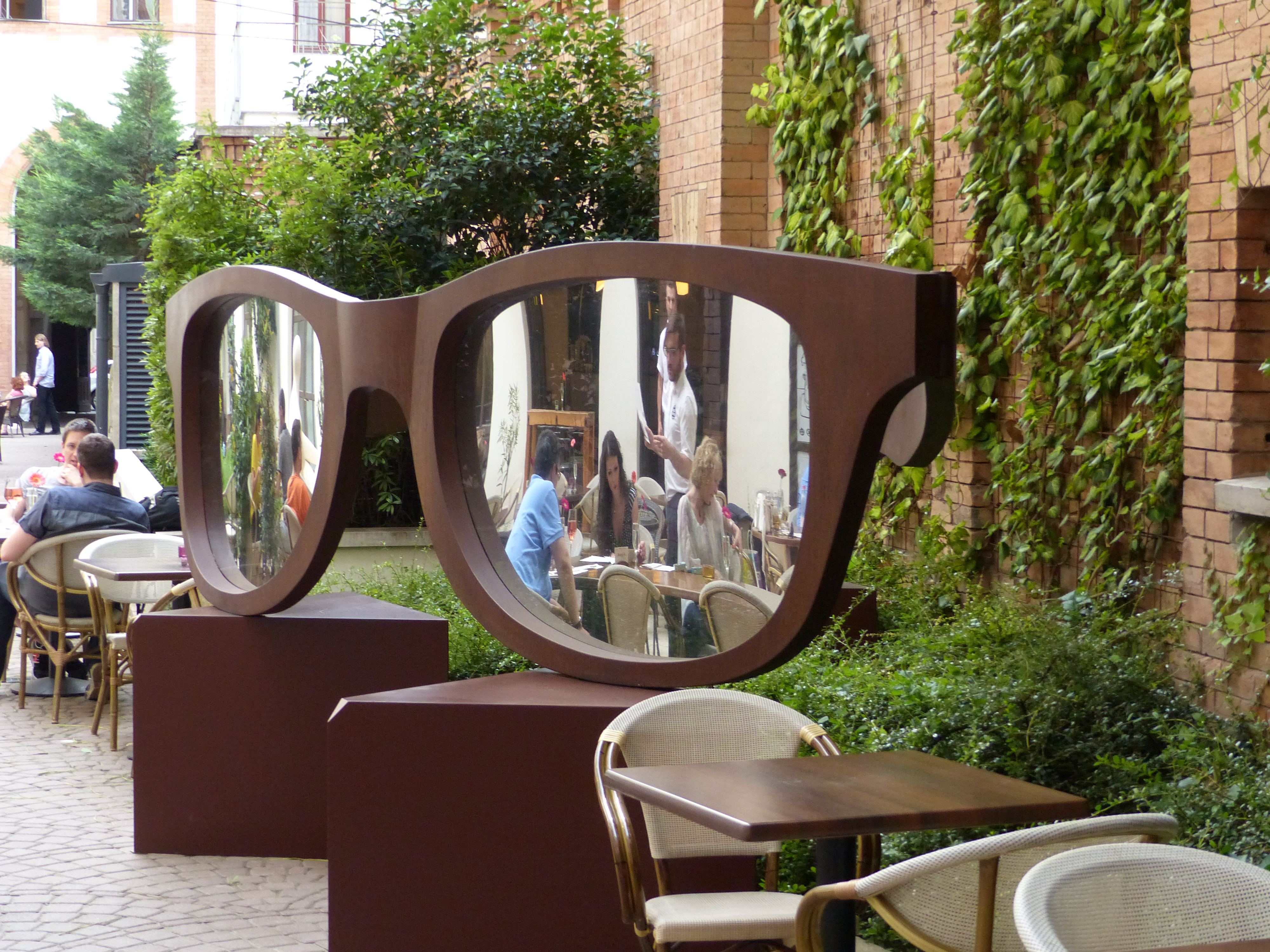
Очки с зеркалами — Prezi HQ
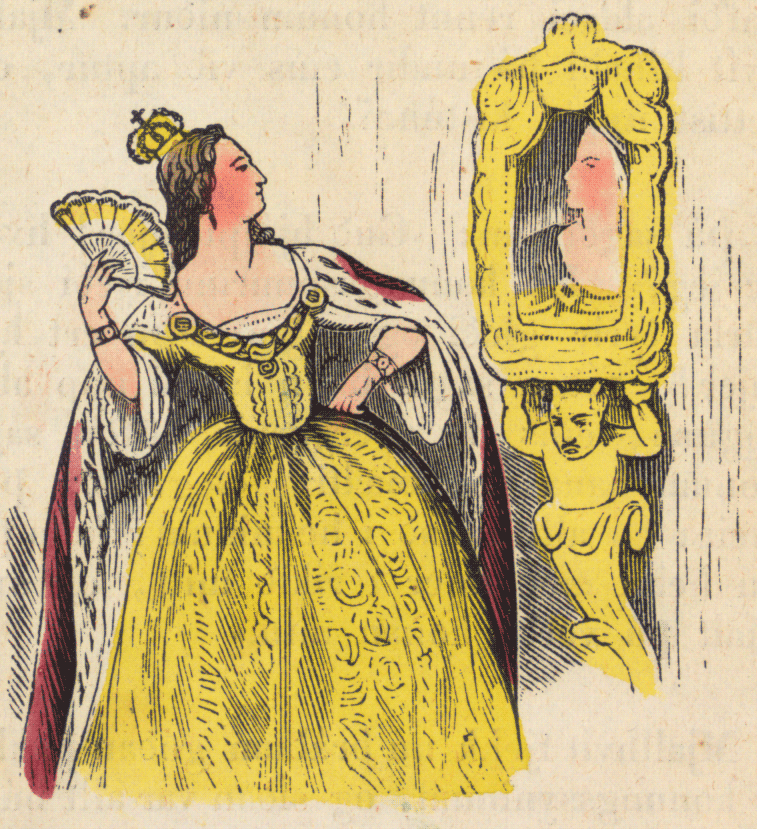
Иллюстрация со страницы 30 Mjallhvít (Белоснежка) исландского перевода 1852 года версии сказки Гримм
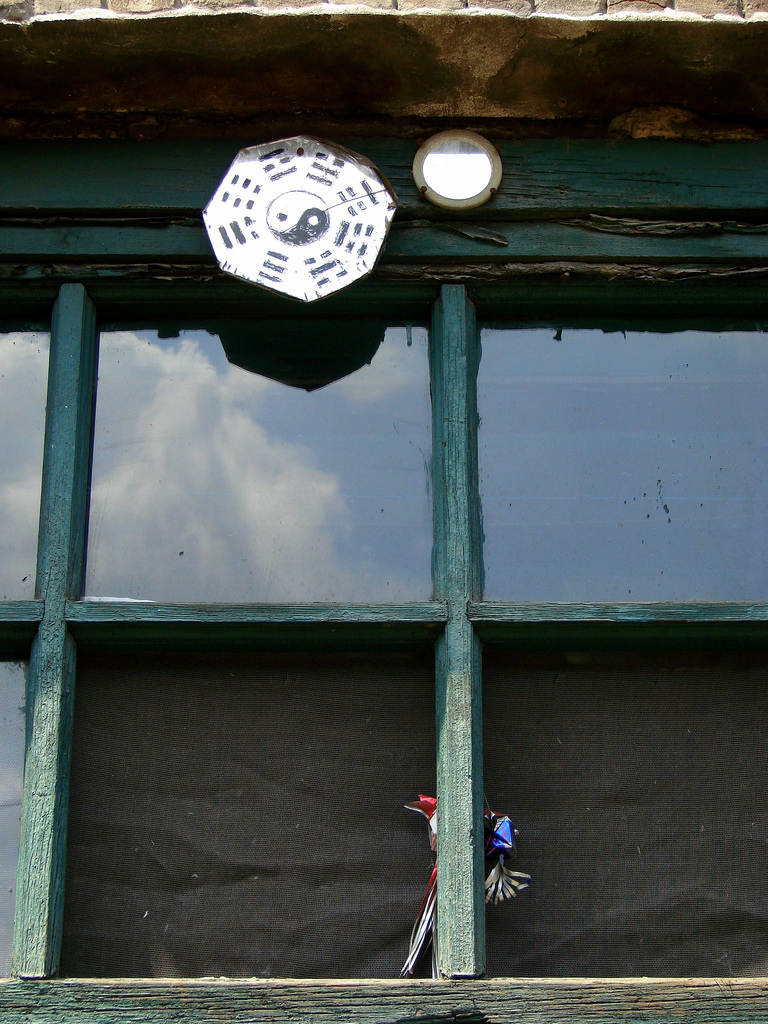
Тайдзиту в рамке триграмм и зеркало защиты демонов. Считается, что эти чары отпугивают злых духов и защищают жилище от невезения
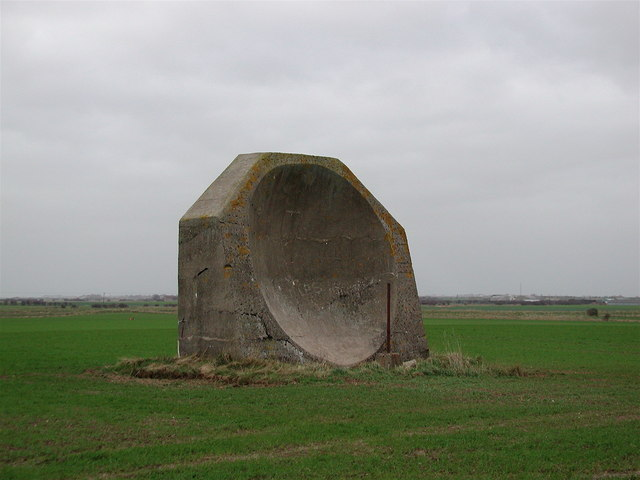
Акустическое зеркало высотой 4,5 метра (15 футов) в районе Килнси-Грандж, Восточный Йоркшир, Великобритания
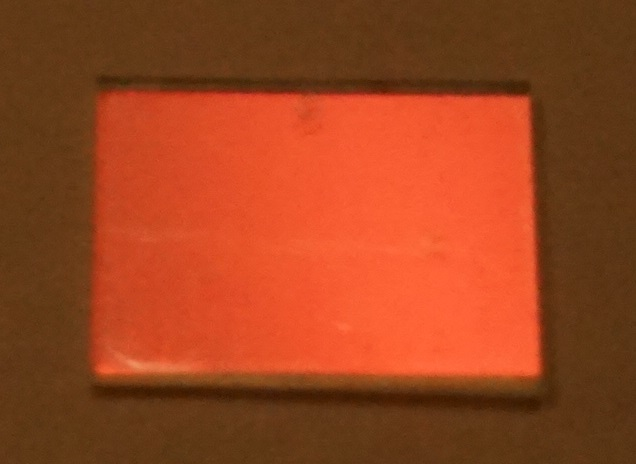
Горячее зеркало, используемое в камере для уменьшения эффекта красных глаз
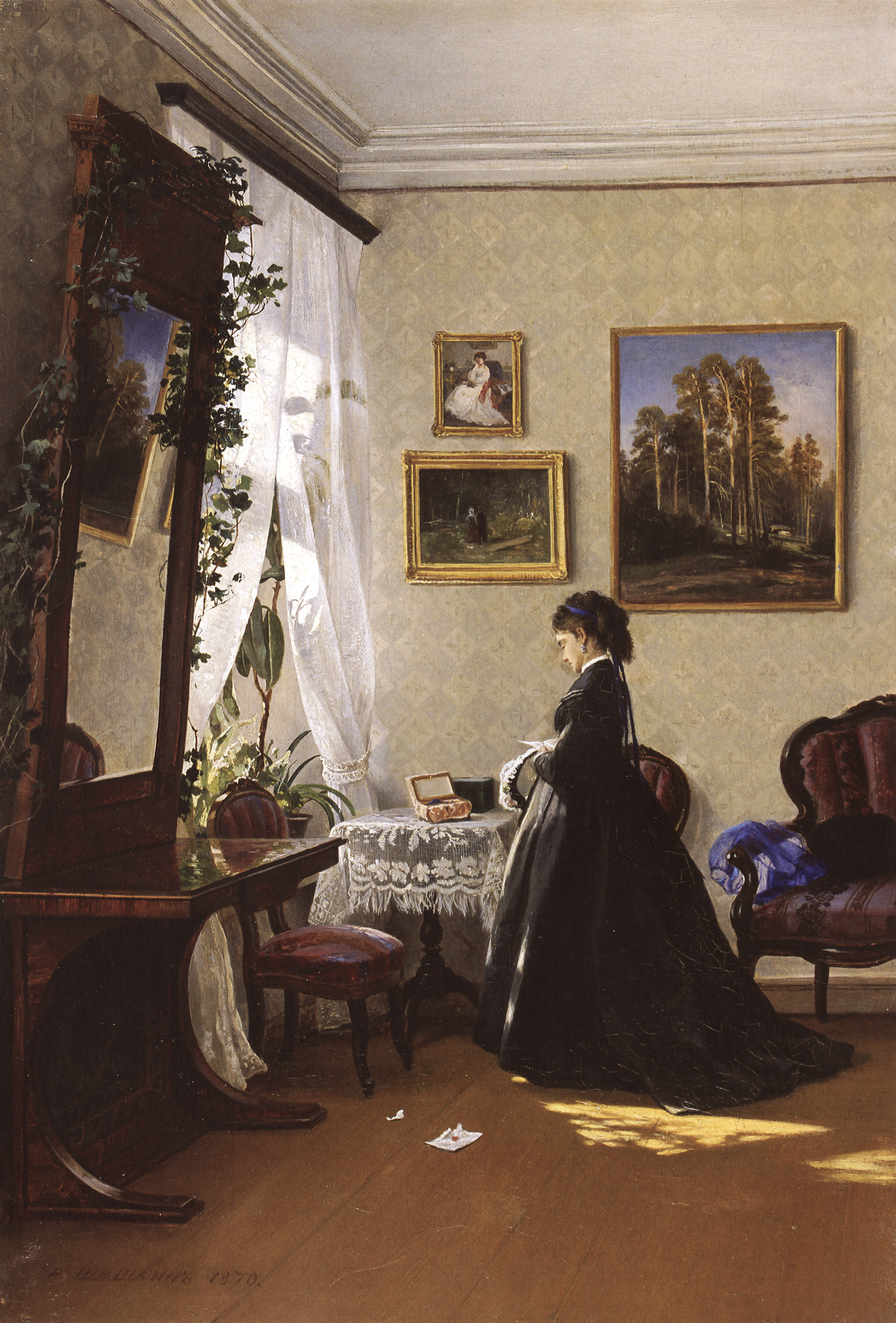
«Перед зеркалом. За чтением письма». Иван Иванович Шишкин

### Комментарии
1. ↑  Для отражения рентгеновского излучения существуют рентгеновские зеркала, для радиоволн — зеркальные антенны.
2. ↑  Угол падения
3. ↑  Угол отражения

### Использованные источники
1. ↑  С.Мельхиор-Бонне. "История зеркала" / пер. С фран. Ю. М. Розенберг. — 1994. — С. 10. — ISBN 978544482537.
2. ↑  Liebig, Justus. Ueber Versilberung und Vergoldung von Glas (нем.) // Annalen der Chemie und Pharmacie[англ.] : magazin. — 1856. — Bd. 98, Nr. 1. — S. 132—139. — doi:10.1002/jlac.18560980112.
3. ↑  Мякишев Г. Я., Буховцев Б. Б. §48. Отражение света // Физика: Учебник для 10 класса средней школы. — 9-е изд. — М.: Просвещение, 1987. — С. 125—126. — 319 с.
4. ↑  Легенды и сказания Древней Греции и Древнего Рима / Сост. А. А. Нейхардт. — М.: Правда, 1987. с. 111—114.
5. ↑  Спирин К.И. Что нельзя дарить - традиции и поверия. Мэджикмаг (30 июля 2025).
6. ↑  Тестирование сверхтонкого зеркала в Европейской южной обсерватории. ESO Picture of the Week. Архивировано 15 марта 2013. Дата обращения: 19 февраля 2013.